# آمیزش جنسی در انسان

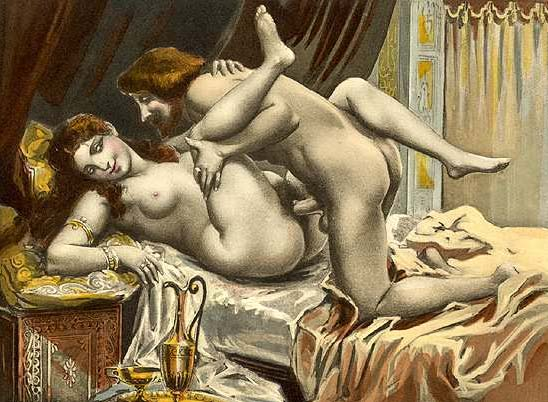
نقاشی رابطه جنسی در حالت قرارگیری مرد روی زن یا آمیزش جنسی رودررو اثر اِدوارد-آنری آوریل

آمیزش جنسی در انسان، سکس یا خفت‌وخیز معمولاً به عملی گفته می‌شود که یا برای لذت‌جویی یا تولید مثل انجام شود که به ورود اندام تناسلی مرد در اندام تناسلی زن گفته می‌شود. افراد معمولاً قبل از انجام آمیزش جنسی با نوازش و بوسیدن قسمت‌های تحریک‌پذیر جنس مخالف، خودشان را برای آمیزش جنسی آماده می‌کنند. در صورت موفقیت انجام برانگیختگی جنسی، کامجویی این عمل را انزال و ارگاسم گویند و در صورت موفقیت در عمل تولیدمثل، سلول‌های اسپرم جنس مذکر وارد بدن جنس مؤنث شده و تخمک زن بارور می‌شود. این کار باعث تشکیل جاندار جدیدی می‌شود. در زمان برانگیختگی جنسی، بدن با بالا بردن ضربان نبض و انقباض ماهیچه‌ها خود را برای آمیزش آماده می‌کند. در مردان خون به سمت آلت تناسلی روان شده که موجب بزرگ‌تر شدن و سفت شدن آن می‌شود تا ورود آلت مرد در مهبل زن ساده‌تر گردد. در زنان دیواره‌های مهبل نمناک شده، بخش درونی مهبل منبسط شده و کلیتوریس بزرگ می‌شود. در مرحلهٔ اوج لذت جنسی فشارهای عصبی-ماهیچه‌ای که در مراحل قبل جمع شده در چند ثانیه آزاد می‌شود. مهبل شروع به انجام یک سری انقباضات منظم می‌کند و آلت مردانه نیز به صورت موزونی جمع شده که اسپرم‌ها و منی را دفع کند. آمیزش جنسی با خروج منی (حاوی اسپرم‌ها و مایع حاوی مواد غذایی برای اسپرم‌ها، آب، نمک و متابولیتها) درون کانال مهبلی زن پایان می‌پذیرد. نهایتاً اندام‌های جنسی به حالت اولیهٔ قبل از تحریک بازمی‌گردند.
برای آمیزش جنسی جهت کامجویی، روش مورد ترجیح یک زوج از فرهنگ آن‌ها تأثیر می‌پذیرد؛ به‌عنوان مثال، مردمان برخی فرهنگ‌ها روش آمیزش چهره به چهره را بر روش‌های دیگر، ترجیح می‌دهند؛ در حالی که در برخی فرهنگ‌ها این روش آمیزش، محبوبیت آن‌چنانی ندارد. آمیزش جنسی توسط انسان‌ها ممکن است به‌صورت دسته‌جمعی نیز صورت گیرد که به آن سکس گروهی می‌گویند.
برای بسیاری از جوامع باستانی و سنتی، روابط جنسی دارای معانی برجسته مذهبی بوده است. عموماً برای این موضوع از تمثیل «حاصلخیزی یا باروری» استفاده می‌شده است. مشخص نیست که آیا قدیمی‌ترین جامعهٔ یک‌جانشین کشاورز (که حدود ۷۰۰۰ سال قبل از میلاد در ناحیه مدیترانه به وجود آمدند)، از ارتباط علیت و معلولی بین «آمیزش جنسی» و «حامله شدن» آگاه بوده‌اند یا خیر، ولی به نظر می‌آید که آمیزش جنسی به عنوان بخشی از نظام باروری طبیعت نگریسته می‌شده زیرا تطبیقی بین زن و «زمین مزرعه»، بین مرد و «شخم»، و بین آمیزش جنسی و «عمل شخم‌زدن» در این فرهنگ‌ها دیده می‌شود. از اقوام گذشته داستان‌های آفرینش زیادی که صحبت از خلق کیهان به دلیل آمیزش جنسی موجودات نخستین یا خودارضایی یک موجود نخستین می‌کنند، به دست رسیده است. همچنین رابطهٔ جنسی بین خدایان و انسان‌های مؤنث موضوعی است که در فرهنگ‌های مختلف بسیار به چشم می‌خورد.
در مذاهب و فرهنگ‌های مختلف نگرش‌های متفاوتی نسبت به آمیزش جنسی دیده می‌شود. یک رویکرد آن را «مثبت» و «طبیعی» قلمداد کرده و مراسم مذهبی خاصی نیز برای آن پیشنهاد می‌دهد، و یک رویکرد دیگر نگاهی «منفی» نسبت به آمیزش جنسی دارد. به‌عنوان مثال قرآن آمیزش جنسی را شیطانی یا لزوماً موجب دلبستگی به دنیا در نظر نمی‌گیرد اگرچه نگاه شهوانی نسبت به زنان را مثالی از شیفتگی به لذت‌های دنیا می‌داند. این نظر اشاره به آیه ۱۴ سوره ۳ قرآن دارد.
فلاسفه در شاخه‌ای از فلسفه به‌نام «فلسفه سکس» به بررسی آمیزش جنسی و موضوعات مربوط به آن از دیدگاه مفهومی، اخلاقی، متافیزیکی، و هنجاری می‌پردازند. ارزش‌گذاری اخلاقی بر روی رابطهٔ جنسی به نگاه فرد به ماهیت برانگیختگی و امیال جنسی در انسان بستگی دارد. در این زمینه فلاسفه به دو دستهٔ عمدهٔ خوشبین‌ها و بدبین‌ها تقسیم می‌شوند. فلاسفهٔ بدبین برانگیختگی جنسی و انجام عملی بر اساس آن را در حد کرامت و شأن انسان نمی‌بینند. فلاسفهٔ خوشبین آمیزش جنسی را مکانیزمی در نظر می‌گیرند که به صورت طبیعی و از روی شادی پیوندی جنسی و غیرجنسی میان دو نفر برقرار می‌کند.
مصداق‌های سوءاستفاده جنسی در قوانین ذکر می‌شود و این قوانین، بسته به زمان و مکان تغییر می‌کند. تقریباً در تمامی نظام‌های قضایی تجاوز جنسی جرمی با مجازات سنگین محسوب شده است.

## نامگذاری
در زبان فارسی میانه برای آمیزش جنسی دو واژهٔ «گادَن» و «مُرزیدَن» به کار رفته است. در زمان‌های مختلف تاریخی کلمات مختلفی مانند «کَردن»، «خُفت‌وخیز»، «جِماع»، «گُشنی کَردن»، «مقاربه»، «نزدیکی کردن»، «آمیزش جنسی»، «سِکس»، «سپوختَن[سِ/سَ/سُ]» در زبان فارسی استفاده شده است. برخی از این کلمات معانی اصلی متفاوتی داشته‌اند و در طول زمان معنی اصلی آن‌ها تغییر کرده است. برابر انگلیسی آمیزش جنسی واژه «Sex» است که در سال‌های ۱۴۰۰–۱۳۵۰ میلادی از واژهٔ لاتین «Sexus» ساخته شده است. گمان می‌رود که واژه «Sexus» هم‌خانوادهٔ واژه «Secāre» به معنی «تقسیم کردن» بوده که واژهٔ امروزی «Section» از آن برگرفته شده است.
در حالی که به‌صورت کلی زبان از درون یا تحت تأثیر عوامل بیرونی دچار تغییر و تحول می‌شود، اما لغات مربوط به آمیزش جنسی از جمله حوزه‌هایی هستند که نرخ جهش و تکامل سریعی دارند. یکی از فرایندهایی که می‌تواند اتفاق بیفتد این است که به جای واژهٔ اصلی، واژه‌ای لطیف‌تر و کمتر وقیحانه استعمال شود. به عنوان مثال در انگلیسی واژهٔ «عشق‌ورزی» (Making love) به‌جای «سکس» (Sex) رایج شد. با رایج شدن آن واژه و گذشت زمان، آن لغت، خود به واژه‌ای وقیحانه و غیرلطیف تبدیل شده و در فهرست واژه‌های تابو قرار گرفته است.

## از دیدگاه زیست‌شناسی

### مراحل

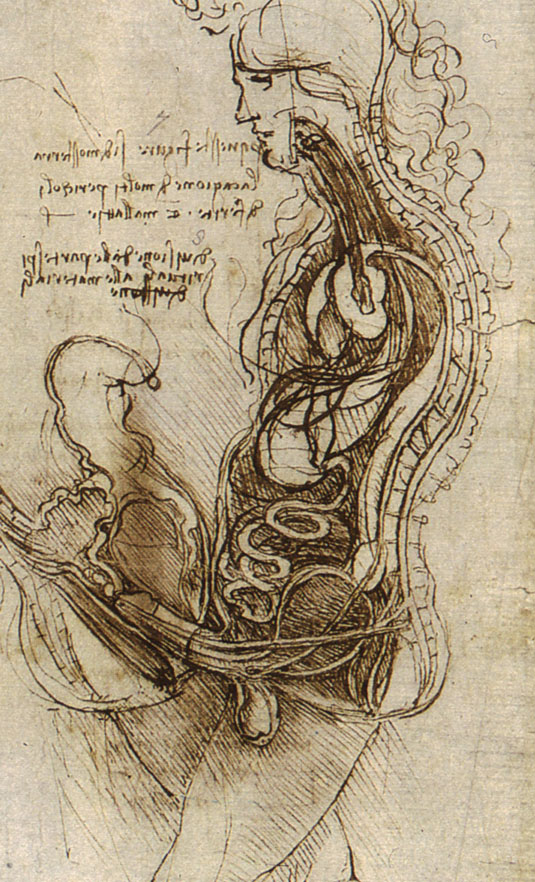
آمیزش جنسی در انسان، اثر لئوناردو داوینچی.

چرخهٔ واکنش‌های جنسی مرد و زن را می‌توان به چهار مرحله تقسیم کرد: تحریک، برانگیختگی جنسی، اوج لذت جنسی (ارگاسم) و مرحلهٔ آرامش. در مرحله تحریک، بدن خود را با بالا بردن ضربان نبض و سفت کردن ماهیچه‌ها برای آمیزش آماده می‌کند. در مردان خون به سمت آلت مردانه روان شده که موجب بزرگتر شدن و سفت شدن آن می‌شود (نعوظ). در زنان دیواره‌های مهبل نمناک شده، بخش درونی مهبل پهن‌تر شده و کلیتوریس بزرگ می‌شود. در مرحله برانگیختگی جنسی تنفس شدید می‌شود و سخت شدن ماهیچه‌ها ادامه می‌یابد. بافت‌های سر آلت مردانه متورم شده و بیضهها بزرگ می‌شوند. در زنان مهبل خارجی خودش را جمع کرده و کلیتوریس منقبض می‌شود. در مرحلهٔ اوج لذت جنسی یا ارگاسم فشارهای عصبی-ماهیچه‌ای که در مراحل قبل جمع شده در چند ثانیه آزاد می‌شود (انزال). در زنان، مهبل شروع به انجام یک سری انقباضات منظم می‌کند و در مردان آلت مردانه نیز به صورت موزونی جمع شده که اسپرم‌ها و منی را دفع کند. نهایتاً در مرحله آرامش آلت مردانه به وضعیت قبلی بازمی‌گردد و در زنان مهبل و بقیه اجزای دستگاه جنسی به حالت اولیه قبل از تحریک بازمی‌گردند. مردان در طول این مدت قابلیت انجام آمیزش جنسی را از دست می‌دهند. این مرحله می‌تواند از چند دقیقه تا چند ساعت به طول بینجامد. زنان چنین حالت بازگشتی را ندارند و می‌توانند در هر زمانی پس از مرحلهٔ آرامش، مجدد تحریک شوند.
در صورتی که اسپرمها با موفقیت به تخمک برسند موجب تشکیل سلول تخم و بارداری می‌شود. برای جلوگیری از بارداری از وسایلی چون کاندوم و داروهای حاوی استروژن و پروژسترون استفاده می‌شود. بارداری برای انسان ۳۸ هفته طول می‌کشد و زمان شروع آن از آخرین قاعدگی است. نوزادانی که زودتر از ۳۸ هفته به دنیا بیایند نارس نامیده می‌شوند.

### اولین آمیزش جنسی
در اغلب موارد پرده بکارت زنان در اولین آمیزش جنسی پاره شده که می‌تواند همراه با درد و خون‌ریزی باشد (جنس مؤنث انسان از نظر داشتن پرده بکارت و خون‌ریزی در هنگام پاره شدن آن در میان پستانداران یکتا است). اما در برخی زنان پرده بکارت به‌جای پاره شدن کشیده می‌شود. مواردی هم وجود دارد که پرده حتی در هنگام زایمان نیز پاره نمی‌شود. پرده بکارت همچنین ممکن است به دلیل استفاده از تامپون، حرکات ورزشی شدید یا نوازش شدید پاره شود. امکان صدمه دیدن پرده بکارت یا هایمن در رابطه جنسی به آن معنا نیست که با معاینه واژن توسط پزشک می‌توان به داشتن یا نداشتن فعالیت جنسی پی برد. به عنوان مثال یک مطالعه روی ۳۶ نوجوان باردار که در سال ۲۰۰۴ منتشر شد، نشان داد که کارکنان بهداشت فقط توانستند در ۲ نفر از این ۳۶ نوجوان باردار نشانه‌های قطعی دخول جنسی را تشخیص بدهند.

### حالات مختلف
روشی مورد ترجیح یک زوج برای آمیزش جنسی به فرهنگ آن‌ها بستگی دارد. به عنوان مثال آمریکاییان روش آمیزش چهره به چهره را بر روش‌های دیگر ترجیح می‌دهند در حالی که در برخی فرهنگ‌ها این روش آمیزش محبوبیت چندانی ندارد. به گفته جان پال مک‌کینی از دانشگاه ایالتی میشیگان محبوبیت روش آمیزش چهره به چهره در آمریکا به‌حدی است که بر اساس آمار یک کتاب منتشرشده در سال ۱۹۶۷، ۷۰ درصد زوج‌ها در آمریکا اصلاً روش آمیزش دیگری را به‌جز روش چهره به چهره امتحان نکرده بودند.

### لذت جنسی
از دیدگاه زیست‌شناسی لذت جنسی نتیجه واکنش‌های شیمیایی است که در مغز رخ می‌دهد (برخی از فیلسوفان معادل بودن فرایندهای شیمیایی مغزی و کیفیات ذهنی از جمله لذت ارگاسم را نمی‌پذیرند). اکثر مطالعات روان‌پزشکان عصب‌شناس نشان می‌دهد که لذت جنسی ناشی از تحریک مسیر دوپامینرژیک است. اوج لذت جنسی (ارگاسم) در مردان با عمل تولید مثلی خروج اسپرم به واژن همراه است اما اوج لذت جنسی در زنان هم از طریق واژن و هم از طریق چوچوله ممکن است و می‌تواند از طریق چوچوله و بدون دخول هم اتفاق بیفتد. تفکیک لذت جنسی و عمل آمیزش از موضوعات مورد مناقشه میان زیست‌شناسان بوده است. برخی پیشنهاد داده‌اند که وجود اوج لذت جنسی در زنان از ملزومات تولید مثل زنان نیست یعنی برای لقاح اسپرم و تخمک نیازی به ارگاسم زن نیست. در نتیجه لزومی نداشته که در مسیر فرگشت این دو با یکدیگر تطبیق کامل پیدا کنند.

### دیدگاه تکاملی

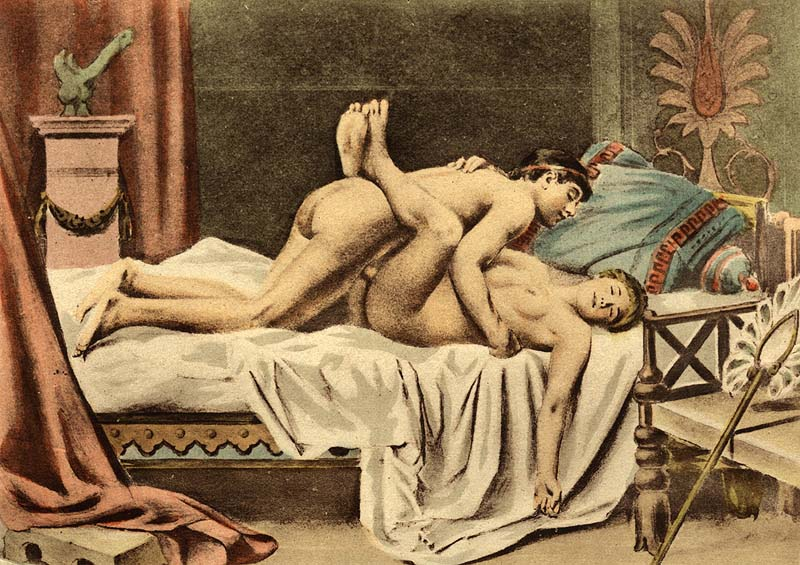
روش آمیزش چهره به چهره اثر ادوار هنری آوریل

به‌گفتهٔ برنارد کمپبل فرگشت انسان و گسترش قشر مغز خصوصاً لوب پیشانی و لوب آهیانه‌ای تأثیر مهمی بر رفتار جنسی انسان داشته است. از یک طرف محدودهٔ تحریکاتی که می‌توانند منجر به پاسخ جنسی در انسان شوند گسترش یافته و از طرف دیگر قابلیت امتناع از آمیزش -زمانی که تمام تحریکات برای آمیزش جنسی فراهم است، به وجود آمده است. در مورد «گسترش محدوده تحریکاتی که می‌تواند منجر به پاسخ جنسی شود» می‌توان گفت که به عنوان مثال به صورت یک قانون کلی در پستانداران، جنس مؤنث قبل از بلوغ به رفتارهای جنسی روی نمی‌آورد در حالی که جنس مذکر قبل از بلوغ گاهی به آن روی می‌آورد. شامپانزه‌های مؤنث تا حدی علاقه به آمیزش قبل از بلوغ دارند. اما در انسان در صورتی که کنترل جامعه وجود نداشته باشد، هم پسر و هم دختر غیربالغ تقریباً تمامی رفتارهای جنسی ممکن را (به جز خروج منی) از خود نشان می‌دهد. از طرف دیگر «گسترش قابلیت امتناع از آمیزش» تا حدی افزایش یافته که مردان به راحتی می‌تواند در طول عمر خود دست به آمیزش جنسی نزنند. در زنان تمایل جنسی مربوط به استروس تقریباً از بین رفته است. در حالی که ترشح استروژن هنوز وجود دارد، این هورمون نقش مشخصی بازی نمی‌کند و رابطهٔ جنسی به دلیل تحریک جنسی تقریباً در هر زمانی می‌تواند برقرار شود.

### اختلال عملکرد جنسی

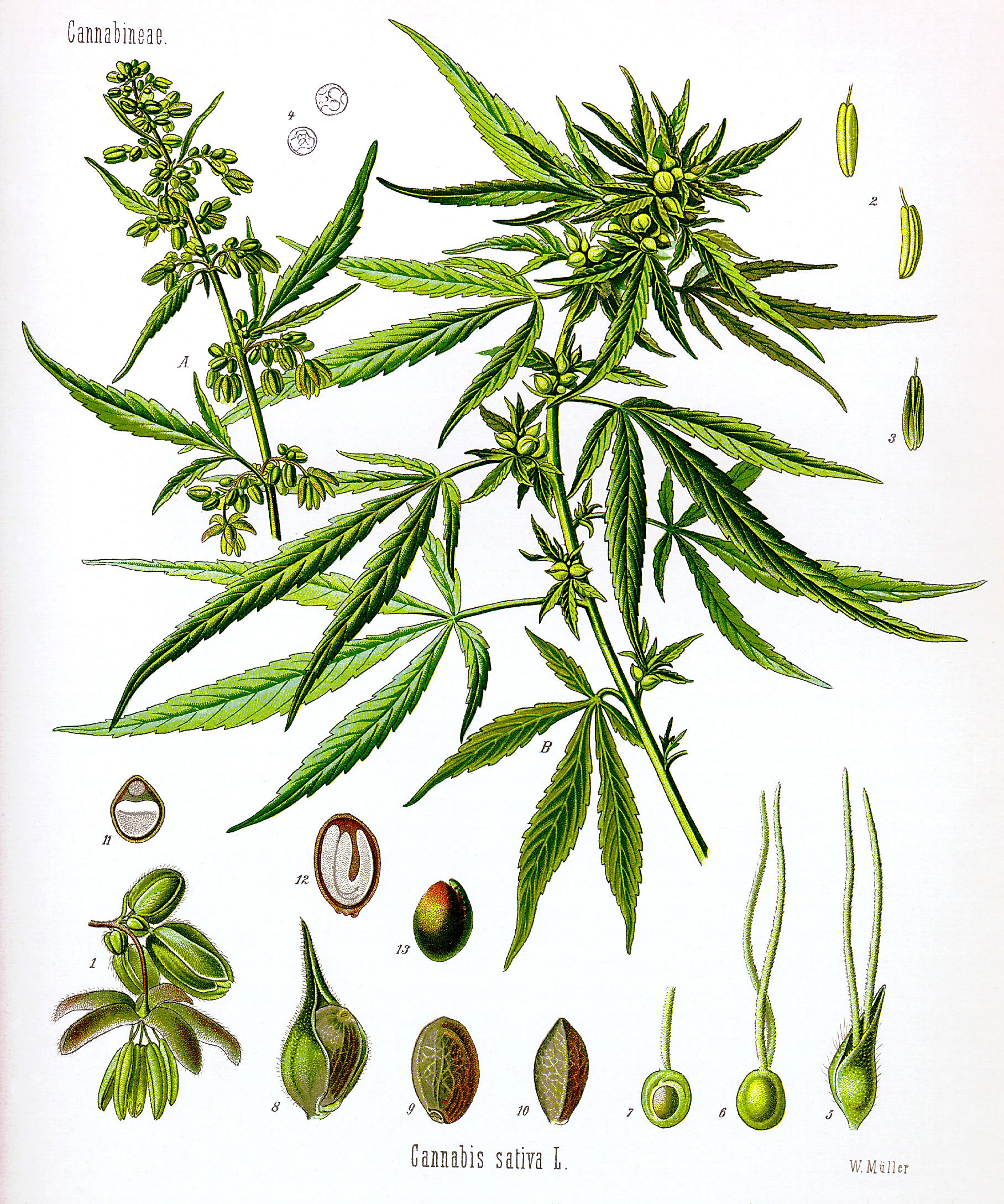
جالینوس و دیوسکوریدس، طبیبان یونانی، حشیش را برای کاهش میل جنسی تجویز می‌کردند. طب سنتی ایرانی نیز تأثیر کوتاه‌مدت حشیش را افزایش تمایلات جنسی ولی تأثیر بلندمدت آن را ضعف جنسی می‌دانست. حشیش برای کاهش تمایلات جنسی برای اولین بار توسط پزشکان مسلمان در هند تجویز شد.

اختلال عملکرد جنسی (به انگلیسی: sexual dysfunction) به مجموعه مشکلات مربوط مراحل تحریک، برانگیختگی جنسی و ارگاسم در چرخه واکنش‌های جنسی گفته می‌شود. در ابتدای قرن بیستم پزشکانی مانند کرافت-ابینگ اختلال عملکرد جنسی را ناشی از استمنا در دوران کودکی، و فعالیت جنسی بیش از حد پس از بلوغ می‌دانستند و جهت معالجه آن ممانعت از استمنا در کودکان و کاهش فعالیت جنسی بالغین را پیشنهاد می‌کردند. دیدگاه دیگری که بعدها توسط فروید رواج یافت اختلالات جنسی را از عوارض حل نکردن عقده ادیپ می‌دید. این توضیح از اختلالات جنسی برای سال‌ها غالب بود اگر چه روان‌درمانی پیشنهادی فروید برای رفع اختلالات جنسی ناکارآمد بود. اولین روانپزشکانی که دیدگاه فروید را به چالش کشیدند رفتاردرمان‌گرانی مانند ژوزف ولپی بودند که تشویش و اضطراب را علت اصلی اختلال عملکرد جنسی می‌دانستند. این روان‌پزشکان جهت کاهش اضطراب از بیمار می‌خواستند که سلسله مراتبی از رفتار جنسی را در حالتی که در آرامش عمیق ماهیچه‌ای قرار دارد تصور کند. بیمار سپس همان رفتارها را در همان وضعیت آرامش انجام می‌داد. تحقیقات بعدی ویرجینیا جانسون و ویلیام مسترز نقش عمده‌ای در توسعه روش‌های درمانی اختلال جنسی ایفا کرد. آن‌ها توضیح روانی بهتری از عملکرد جنسیتی ارائه کرده و روش‌های درمانی جدیدی را پیشنهاد کردند. جانسون و مسترز تأکید می‌کردند که اختلالات جنسی مشکل هر دو شریک جنسی است و نه مشکل یکی از آنها. از این جهت معالجه هر دو نفر را تجویز می‌کردند. آن‌ها رابطه جنسی را رفتاری طبیعی در نظر می‌گرفتند که قابل یادگیری نبوده، بلکه باید به افراد در حذف موانعی که در بروز رفتار جنسی معمولی آن‌ها وجود دارد کمک کرد. جانسون و مسترز معتقد بودند که موضوعاتی مانند شرطی شدن فرهنگی، نگاه خانواده و دوران کودکی به آمیزش جنسی، نگاه‌های مذهبی، مهارت‌های بیانی ضعیف و بسیاری عوامل دیگر در رشد اختلالات جنسی مؤثر هستند. پیشرفت بعدی کمی بعد توسط هلن کاپلان در کتابش با عنوان «سکس درمانی جدید» (به انگلیسی: The New Sex Therapy) به‌دست آمد. هم‌اکنون برای اختلال در نعوظ از داروهایی که در آن از سیلدنافیل به‌عنوان مهارکنندهٔ آنزیم غیرفعال‌کنندهٔ گوانوزین مونوفسفات حلقوی استفاده می‌شود.

### فواید رابطهٔ جنسی
رابطه جنسی باعث کاهش اضطراب، افزایش حس شادی، تقویت سیستم ایمنی، تسکین درد، کاهش روان‌رنجوری و کاهش خطر ابتلا به سرطان پروستات می‌شود. افزایش رابطه جنسی در میان‌سالی ممکن است انسان را باهوش‌تر کند و اثرات مخرب افزایش سن بر نگهداری و فراخوانی اطلاعات از حافظه را جبران کند. قسمت هیپوکامپ مغز جایی است که در آن حافظه بلندمدت شکل می‌گیرد. با افزایش سن در پستانداران و از بین رفتن نورون‌های این قسمت مغز، آن‌ها دچار انواع «فراموشی» ها می‌شوند. موش‌ها پس از قرارگرفتن در معرض مداوم و درازمدت رابطه جنسی، عملکرد حافظه و شناخت‌شان بهبود یافته است. همچنین بررسی‌های مغز این موش‌ها نشان از حضور سلول‌های عصبی جدید به ویژه در قسمت هیپوکامپ داشته است. رابطه جنسی و سکس به عنوان یک نوع تعامل احساسی و فیزیکی با افراد دیگر، موجب کاهش استرس و افزایش رشد سلول‌های ناحیه هیپوکامپ می‌شود.

### بیماری‌ها

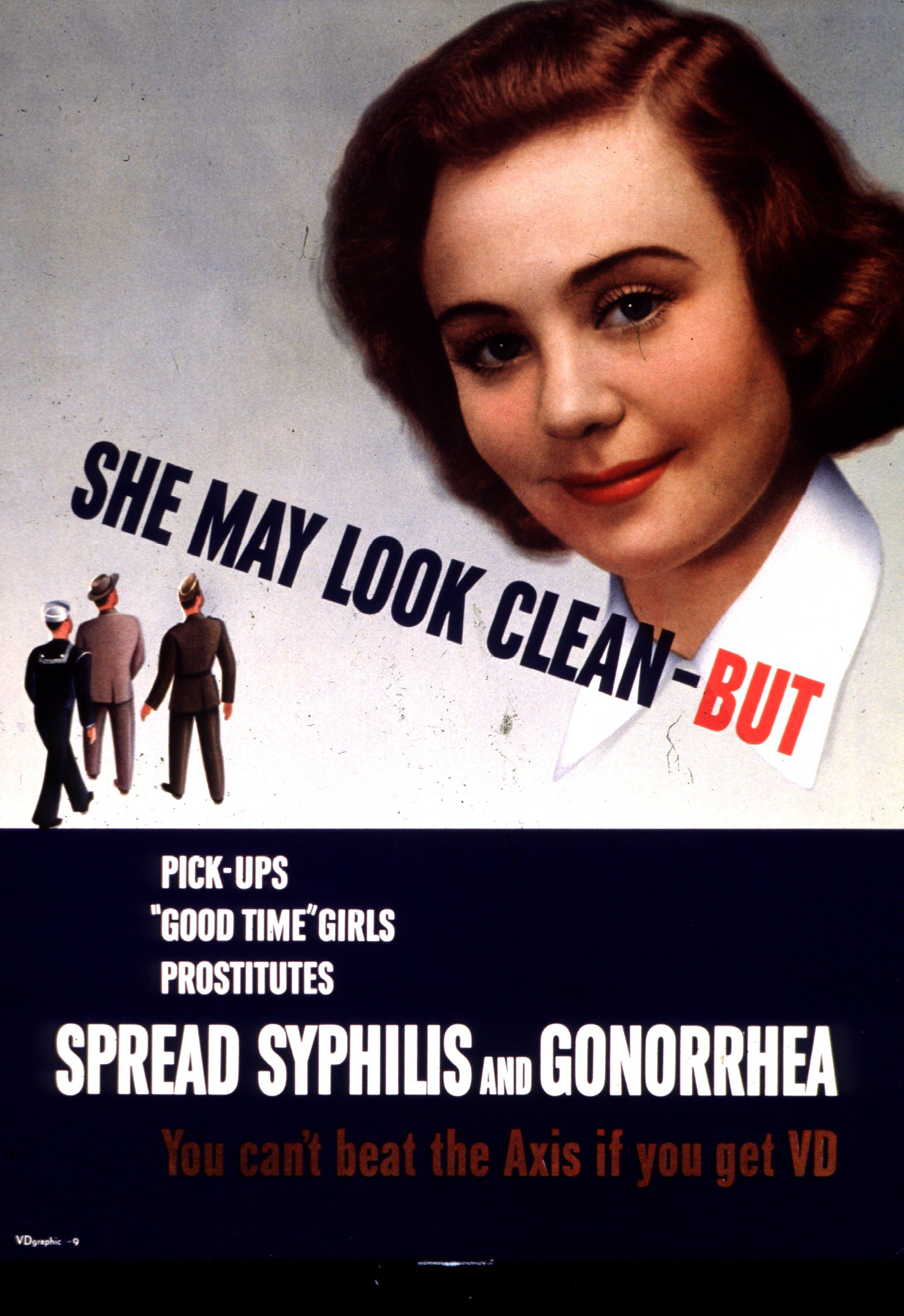
آگهی تبلیغاتی آمریکایی در جنگ جهانی دوم که هدفش تهییج حس میهن‌دوستی سربازان بوده تا از خود محافظت کنند. نوشته روی پوستر نوشته «ظاهر او ممکن است تمیز بنظر برسد، اما» و در پایین پوستر نوشته «نمی‌توانی نیروهای محور را شکست‌دهی اگر به بیماری مقاربتی مبتلا شوی».

بیماری‌های آمیزشی یا جنسی، یا مقاربتی، بیماری‌های گوناگونی هستند که از طریق انواع روش‌های آمیزش جنسی (آمیزش جنسی دهانی، مهبلی، مقعدی) انتقال پیدا می‌کنند مانند هپاتیت ب، ایدز، سیفلیس، سوزاک، کلامیدیا تراکوماتیس، شانکروئید، تبخال دستگاه تناسلی، شپش عانه، زگیل تناسلی و… برخی از این بیماری‌ها از روش‌های غیرجنسی نیز منتقل می‌شوند مثلاً از طریق انتقال خون، سوزن مشترک در معتادان به مواد مخدر تزریقی یا در زایمان. بیماری‌های مقاربتی (STD) یا منتقله از راه جنسی یا آمیزشی را بر اساس تظاهرات عمده اولیه (موضعی) می‌توان به سه گروه تقسیم کرد:

1. زخم‌های تناسلی مانند عفونت ویروس هرپس سیمپلکس ۲ (تبخال دستگاه تناسلی)، سیفلیس، شانکروئید (آتشک)، لنفوگرانولوما ونروم، گرانولوم اینگوینال (به‌علت کلامیدیا)، زگیل تناسلی
2. التهاب پیشاب‌راه، عفونت گردن رحم و بیماری‌های التهابی لگن مانند سوزاک (گنوره)، کلامیدیا تراکوماتیس، تک‌تارچه مهبل و اوروپلاسما اورولیتیکوم
3. عفونت واژن مانند کاندیدا آلبیکنس، تک‌تارچه مهبل و واژینوز باکتریال

برخی از بیماری‌های منتقله از راه جنسی مانند ایدز و هپاتیت تظاهرات موضعی خاصی ندارند؛ برخی از این بیماری‌ها عامل غیرمیکروبی دارند مثلاً قارچ تنیا کروریس یا حشره جرب (گال) و شپش عانه. البته عوامل غیرمیکروبی مانند شپش عانه و جرب هر چند ممکن است ناحیه تناسلی را درگیر سازند ولی چون از راه آمیزشی منتقل نمی‌شوند بلکه از راه تماس مستقیم پوست فرد آلوده با فرد سالم منتقل می‌شوند، بهتر است جزء بیماری‌های منتقلهٔ جنسی محسوب نشوند.
به عنوان یک اصل کلی در درمان این بیماری‌ها نیاز به درمان هم‌زمان شریک جنسی وجود دارد و باز به‌عنوان یک اصل کلی ابتلای مادران به این بیماری می‌تواند به جنین آسیب بزند.

## در فرهنگ‌ها و ادیان

### کلیات

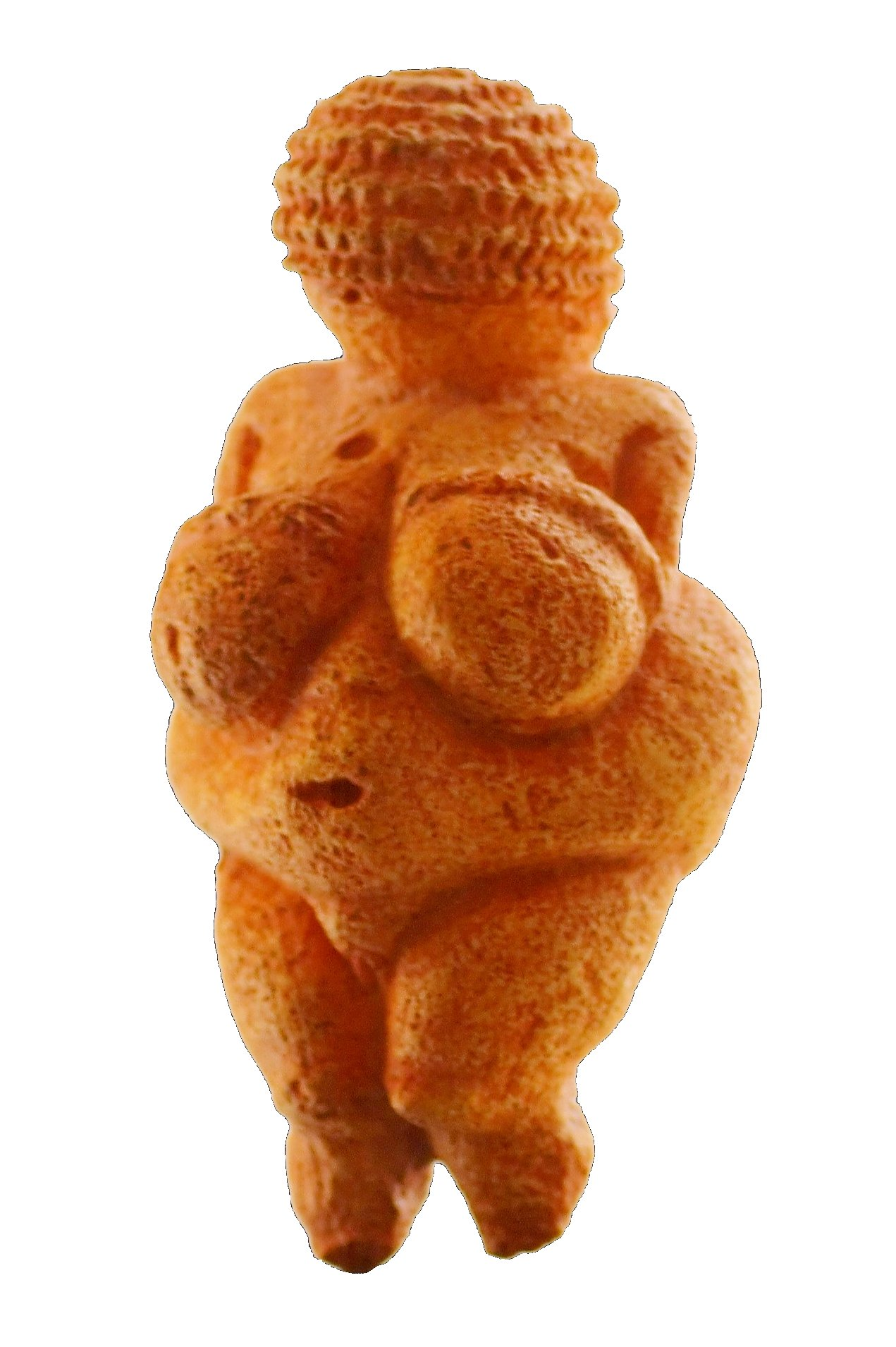
مجسمه ونوس ویلندورف که به حدود بیست تا سی هزار سال قبل از میلاد در اتریش بازمی‌گردد، بر روی اعضا جنسی زن تأکید داشته و مجسمه را به نماد باروری تبدیل می‌کند.

برای بسیاری از جوامع باستانی و سنتی، روابط جنسی دارای معانی برجسته مذهبی بوده است. تمثیلی که عموماً برای این موضوع استفاده می‌شده، «حاصلخیزی یا باروری» بوده که در سطح انسان‌ها یا در سطح کیهانی نمایان می‌شده است. این تمثیل‌ها با مفاهیم خاص مذهبی مانند دوجنسی بودن خدایان یا استقرار مجدد نهادهای اجتماعی، نظم اخلاقی و وضعیت زیبایی که پیش از خلقت جهان وجود داشته پیوند می‌خورد. در اینکه آیا قدیمی‌ترین جامعهٔ یک‌جانشین کشاورز (که حدود ۷۰۰۰ سال قبل از میلاد در ناحیه مدیترانه به وجود آمدند)، از ارتباط علت و معلولی بین «آمیزش جنسی» و «حامله شدن» آگاه بودند اختلاف نظر وجود دارد ولی تطبیقی بین زن و «زمین مزرعه»، بین مرد و «شخم»، و بین آمیزش جنسی و «عمل شخم زدن» مکرراً دیده می‌شود؛ بنابراین به آمیزش جنسی به عنوان بخشی از نظام باروری طبیعت نگریسته می‌شد.

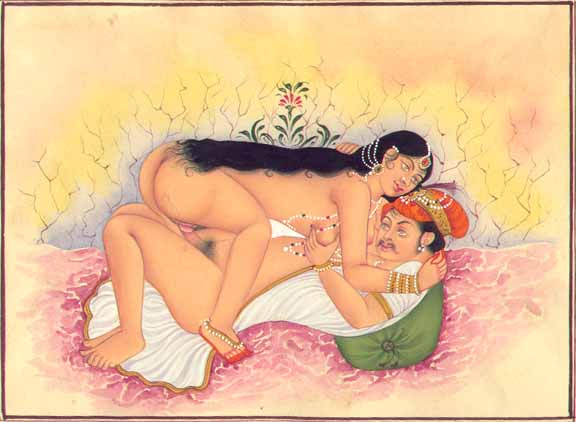
تصویری از کاما سوترا که فعالیت جنسی انسان را به تصویر می‌کشد که در آن یک زن روی یک مرد قرار دارد.

فرهنگ‌های مختلف از طریق مؤسسات اجتماعی و چهارچوب‌های هنجاری به موضوع میل جنسی پاسخ داده و آن را کنترل می‌کنند. این چهارچوب‌ها بازتاب‌دهنده دیدگاه‌ها و ارزش‌های فرهنگی در مورد اهداف، عملکرد، ماهیت سکسوالیته هستند. این دیدگاه‌ها و ارزش‌های فرهنگی از طریق تأکید یا به حداقل‌رسانی جنبه‌هایی مانند لذت، نزدیکی، تولید مثل، وظایف والدین، ساختارهای خانوادگی، اقتصادی و مراتب اجتماعی بروز پیدا می‌کند. به عنوان مثال در کشورهای غربی امروزی تأکید بیشتری روی شخص، آزادی، تساوی گرایی و ارضای شخصی شده که بازتاب دهنده دیدگاه‌های دوره فراروشنگری است، در حالی که در برخی از کشورهای آسیایی تأکید روی هویت اجتماعی، سلسله مراتب اجتماعی، مسئولیت اجتماعی افراد و وابستگی‌های اجتماعی است. البته در فرهنگ‌های مختلف نکات مشابهی هم به چشم می‌خورد: مثلاً تمامی فرهنگ‌ها بر تقسیم‌بندی انسان‌ها به زن و مرد، تولید ساختارهایی اجتماعی برای قانونمندکردن آمیزش جنسی، و ایجاد فضایی برای رشد فرزندان توافق دارند. به عقیده هیتر لوی، از نکات مشترک دیگر این است که تمامی فرهنگ‌هایی که مکتوبات مفصلی از آن‌ها برجای مانده مرتبه پایینتری به زنان در مقایسه با مردان واگذار کرده و زنان را تحت سلطه مردان قرار می‌دهند. به‌گفتهٔ هیتر لوی کنترل جنسی زنان توسط مردان به دلایل تولید مثلی یا اقتصادی، اجتماعی است و اگر چه میزان آن از فرهنگ تا فرهنگ فرق می‌کند ولی حتی در فرهنگ غربی مدرن نیز به عنوان حقیقتی باقی مانده است.
در اکثر دوران تاریخ و ماقبل تاریخ به زمین نه تنها به عنوان یک دنیای زنده بلکه به عنوان یک موجود جنسی که با خودش از طریق اجزای مختلفش عشق‌بازی می‌کند، نگریسته می‌شد؛ که جذب شدن مرغ مگس‌خوار توسط گل‌های کوهستانی؛ شکافته شدن صخره‌ای سخت توسط آب روان نمونه‌هایی از آن به‌شمار می‌رفتند. رابطهٔ جنسی متضادها را در یک جا جمع کرده و باعث می‌شود که یک کل یکپارچه را تشکیل دهند. به عقیده محقق هاردین این نحوه نگاه صمیمانه با طبیعت و با قوای جنسی فردی با گذشت زمان تغییر کرده چنانچه امروزه رابطهٔ جنسی پر زرق و برق و تجاری و بیگانه‌تر نسبت به طبیعت شده است که دلایل آن قوت گرفتن مذاهبی در قرون وسطی بود که امیال جنسی را سرکوب می‌کردند؛ حرکت از جوامع کشاورز به جوامع شهرنشین، و ظهور پدیده واقعیت مجازی مانند ویدئوهای شهوانی، و غیره است. برخی بوم‌شناسان فمینیست بحران محیط زیست را به آنچه نگاه مردسالارانه و یکتاپرستانه ادیان ابراهیمی و تصورات جنسیتی این ادیان می‌خوانند، نسبت می‌دهند.
در نگاه‌های مذهبی به آمیزش جنسی چندگونگی دیده می‌شود. یک نحوه برخورد آن را «مثبت» و «طبیعی» قلمداد کرده و مراسم مذهبی خاصی نیز برای آن پیشنهاد می‌دهد، و یک نحوه برخورد دیگر نگاهی «منفی» نسبت به آمیزش جنسی دارد که خود را در زاهدان، مرتاضان یا تکنیک‌های کنترل جنسی‌ای که به عنوان مثال در میان تائوئیست‌های چین باستان رایج بود، نشان می‌دهد. برخی مذاهب مانند هندوها و سنت الماس‌راه بودایی‌ها به آمیزش جنسی به عنوان راهی برای پیشرفت‌های روحانی می‌نگرند.

### اسطوره‌های جنسی

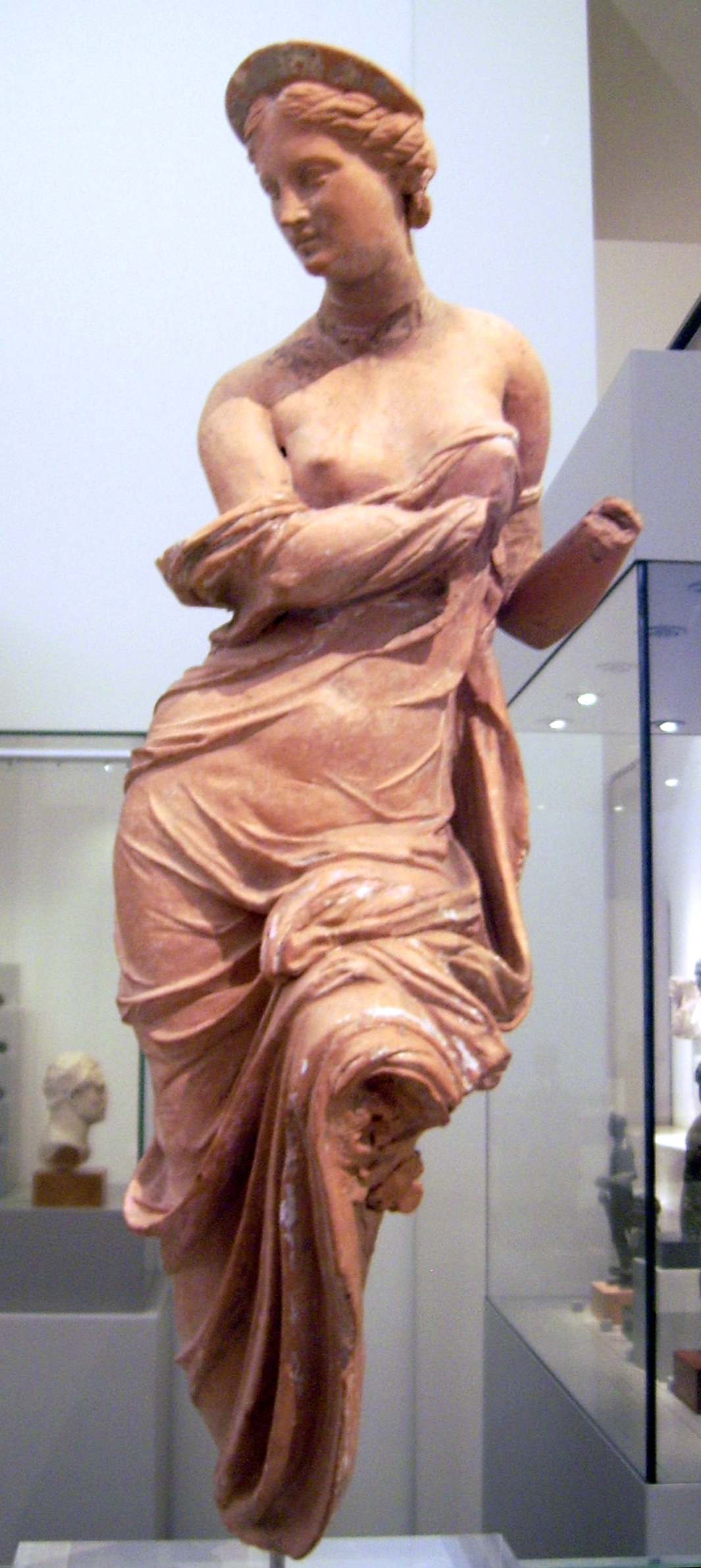
مجسمه‌ای از آفرودیته، الهه عشق، زیبایی و شور جنسی. بر اساس افسانه‌های یونانی آفرودیته هنگام افکنده شدن آلت تناسلی اورانوس به دریا برآمده است. از جمله کارکردهای اسطوره آفرودیته فهم و معنی بخشی به تجربیات جنسی بوده است.

فرهنگ‌های مختلف در مورد آمیزش جنسی اسطوره‌های مختلفی را تبیین کرده‌اند. بحث در مورد اسطوره‌های جنسی نیازمند تعریف کردن «اسطوره» است. نزد اسطوره شناسان، تعریف «اسطوره» در معنای خاص آن، داستانی است که عموماً شخصیت‌های الهی یا شگفت‌انگیز در آن‌ها رفتاری که از جهاتی شبیه رفتار انسان‌ها است، نشان می‌دهند. «اسطوره» در معنای عام آن، به سیستم تفکری اشاره دارد که یک گروه خاص از مردمان آن را به عنوان حقیقت پذیرفته و دیدگاه‌های مخالف آن را مردود می‌دانند، در حالی که مردمان فرهنگ‌های دیگر ممکن است آن را به عنوان خرافات رد کنند.
در معنای عام آن، اسطوره‌های جنسی در تمامی جامعه‌ها وجود داشته و کارکردهایی مانند معنی دار کردن تجربیات جنسی شخصی، پاسخ به سؤالات بنیادین، و ارتباط دادن شخص با طرح کلی تر دنیا دارد. هنگام مواجهه با حس شدید جنسی، مردمان فرهنگ‌های مختلف ممکن است از تأثیر الهه آفرودیته یا میزان سطح هورمونها جهت فهم و معنی بخشی به آن استفاده کنند. همچنین مواجه شدن به این واقعیت که بین رشد کردن و آب رفتن ماه در آسمان با عادت ماهانه یا بارداری زنان ارتباط وجود دارد شگفت‌انگیز بوده است. بسیاری از فرهنگ‌های قدیمی جهت توضیح و فهم تجربیات خود از خدایان به عنوان نماینده‌های نیروهای طبیعی استفاده می‌جستند و با آن‌ها رابطه برقرار می‌کردند. به عنوان مثال با درک اینکه غذای آن‌ها از زمین خارج می‌شود، جهت ترغیب زمین به باروری «الهه زمین» را می‌پرستیدند و عموماً در مراسم مربوط آداب آمیزش جنسی نیز بجا می‌آوردند. به‌گفتهٔ سارا دنین این نحوه برخورد نمادین و شاعرانه با طبیعت، بسیار متفاوت از اسطوره دنیای امروزی (در معنای عام آن) که روش علمی را تنها راه معتبر پرسیدن سؤال و یافتن پاسخ می‌داند، است.
داستان‌های خلقت زیادی صحبت از خلق کیهان به دلیل آمیزش جنسی موجودات نخستین یا استمنای یک موجود نخستین می‌کنند. یک کیهانشناسی رایج در مصر باستان خلقت را ناشی از رابطه جنسی خدای نخستین با دست خودش توصیف می‌کند. رابطه جنسی بین خدایان و زنان نوع بشر موضوعی است که در فرهنگ‌های مختلف بسیار به چشم می‌خورد. در برخی از فرهنگ‌ها، این واقعه افسانه‌ای در مراسمی مکرراً مطرح می‌شود و باور بر این است که این مراسم «قدرت» های روحانی‌ای را از یک الاهه به انسان منتقل می‌کند. در مراسمی با نام «رابطه جنسی با بوفالو» که میان شاین‌ها مرسوم است زنانی که ازدواج کرده‌اند با پیران قبیله رابطه جنسی برقرار می‌کنند تا این «قدرت» روحانی را به شوهران خود منتقل کنند. این مراسم در استمرار داستانی که در آن یک زن با روح بزرگ (که احتمالاً به شکل یک بوفالو ظاهر شده بود) رابطه جنسی برقرار کرد، مؤثر است. مراسم قربانی کردن اسب در ایرلند و هند نیز به داستان مشابهی از رابطه جنسی بین یک خدا و یک موجود فانی اشاره دارد.

### ادیان خاص

#### کیش بودایی
متون مقدس بودایی هنگام بحث در مورد آمیزش جنسی عموماً تمرکز اصلی خود را بر مفاهیم «میل» و «قدرت» قرار می‌دهند. بوداییان امور شهوانی را جزوی از امیال طبقه‌بندی کرده و معتقدند که امیال (بهمراه تنفر و جهالت) وجود انسان را آلوده کرده و این آلودگی از طریق باززایی (یا تناسخ) ادامه می‌یابد. متون بودایی با این استدلال که جهت کاهش آرزوها، امیال باید تحت کنترل شخصی در آیند، بر لزوم پاکدامنی تأکید می‌کنند و این را در خروج از چرخه تولد مجدد مؤثر می‌دانند. به‌علاوه اعتقاد بوداییان هندی بر این بوده یک راهب با اجتناب از آمیزش جنسی قدرتی روحانی به‌دست می‌آورد (در هند این دیدگاه رایج بوده که خروج منی باعث ضعیف شدن مرد می‌شود). بودایی‌ها از دست دادن انرژی هنگام آمیزش را «مرگ کوچک» نامگذاری کرده و رابطه جنسی یک راهب با یک زن را غیراخلاقی و نقض هنجار صومعه می‌دانستند. البته اجتناب از آمیزش از بوداییان معمولی غیر راهب انتظار نمی‌رفت. برخی از راهبه‌ها حتی تا آن حد پیش می‌رفتند که خود را اخته می‌کردند. صومعه در واکنش اخته کردن را محکوم کرد. آمیزش با حیوانات نیز برای راهبان ممنوع بود اگر چه حساسیت روی آن کمتر از حساسیت آمیزش با زن بود. خودارضایی نیز گناه بزرگی محسوب می‌شد که می‌توانست مجازات تبعید موقتی را به همراه داشته باشد. خودارضایی در نگاه بوداییان شکست معنوی، اسراف انرژی و نیروی حیاتی به حساب می‌آمد. موضوع دیگری که نگاه بوداییان به آمیزش جنسی را تحت تأثیر قرار می‌داد نگاه آن‌ها به بدن انسان بود. در قرون اولیه، تا پیش از تأثیر تانترا در قرن چهارم میلادی، بوداییان بدن انسان را ناپاک می‌دانستند. خصوصاً بدن زن به دلیل جذبه شدید آن برای راهب‌ها و «آلوده شدن» آن با حیض بیش از بدن مرد مورد نکوهش قرار می‌گرفت.

#### تائوئیسم و کنفوسیانیسم

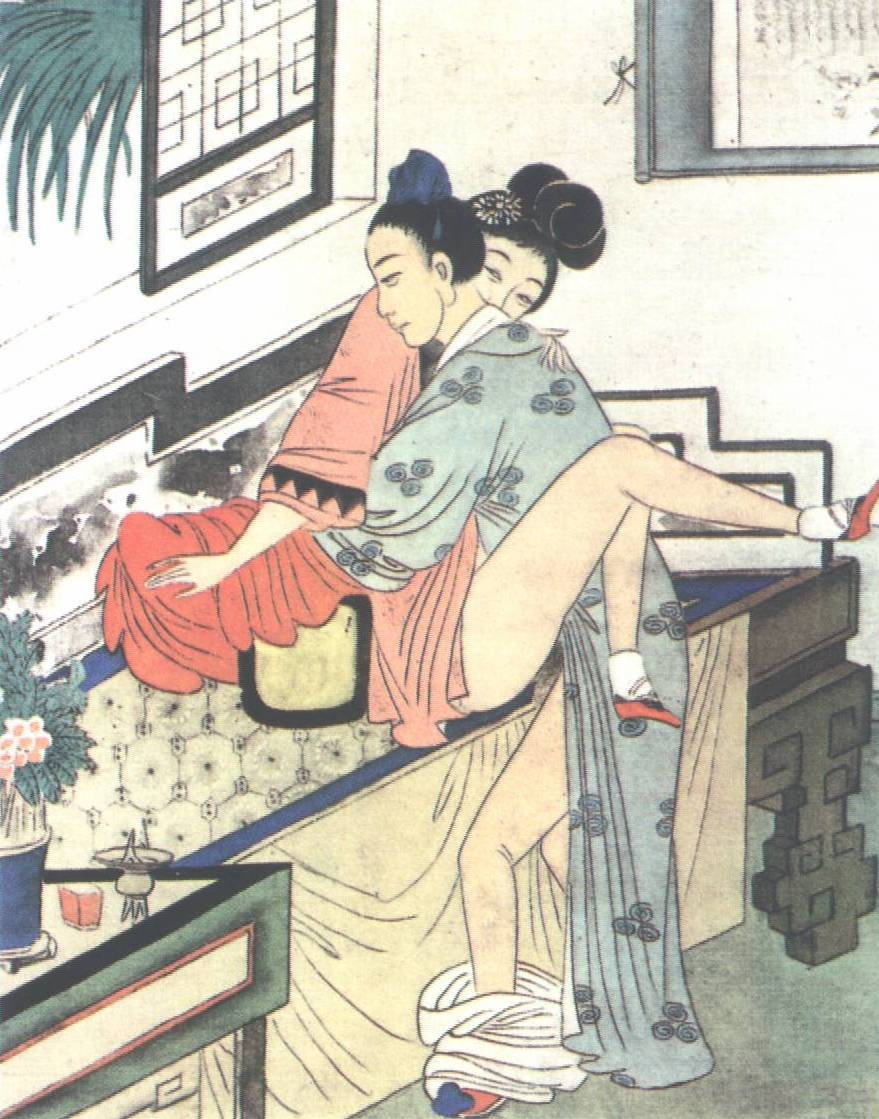
نقاشی چینی مربوط به دوره امپراتوری تانگ از آداب جنسی تائوئیسم که تائوئیست‌ها معتقد بودند انجامش تأثیرات مثبت جسمی و روحی دارد.

تائوئیسم و کنفوسیانیسم (از مذاهب چینی) همانند بقیه مذاهب طرفدار تربیت و رشد فرزندان بودند. به‌گفتهٔ کنفوسیوس یک مرد نجیب باید از خودش شرم بکند که یک زمین به علت نبود مردان کافی اسراف شود. البته دانشمندان کنفوسیانیسم نسبت به خطر جمعیت زیاد و منابع کم هشدار داده بودند. تائوئیسم طرفدار یک حکومت کوچک با جمعیت کم بود زیرا از دیدگاه آنان جمعیت زیادی می‌تواند نظم جامعه را به هم بزند. به همین دلیل آن‌ها با برنامه‌های تنظیم خانواده و سقط جنین مخالفتی نداشتند. موضوع دیگری که به این امر کمک می‌کرد این دیدگاه بود که آمیزش جنسی اساساً برای باروری نیست و معتقد بودند که لذت جنسی مشروعیت و هدف خودش را دارد. آمیزش جنسی از دیدگاه آنان مشکلی نبود بلکه طبیعی بود. به‌گفتهٔ فیلسوف کائوتسه در کتاب منسیوس «ما به صورت طبیعی از غذا و آمیزش جنسی لذت می‌بریم».
تائوئیسم آمیزش جنسی را مقدس به حساب می‌آورد. این تقدس را می‌توان به عنوان مثال در لغاتی که برای رحم استعمال می‌شود (مانند «قصر بچه‌ها»، «اتاق خواب قرمز»، «حصار جواهر») که همچنین به معنی جاهای خاص و ارزشمندی است، دید. همچنین گردن رحم با نام «قلب گل» و «درونی‌ترین گره» در زبان چینی خوانده می‌شود.
تکنیک‌های کنترل جنسی
دستورالعمل‌های چینی آمیزش جنسی مربوط به سلسله دودمان هان شرقی (از سال ۲۵ تا ۲۲۰ میلادی) به تکنیک‌های کنترل جنسی تائوئیست‌ها اشاره می‌کنند. این تکنیک‌ها روش‌هایی برای «تغذیه اصل حیات» در نظر گرفته می‌شد که به وسیلهٔ آن تائوئیست می‌توانست به جاودانگی برسد. بجز این تکنیک، دو دستورالعمل دیگر به نام‌های «تنفس جنینی» و دآاویین «ژیمناستیک» نیز انجام می‌شده که توصیف آن بر جا مانده است: اصولاً تکنیک فشار آوردن بر روی مجرای منی برای جلوگیری از خروج منی بوده است. این‌گونه تصور می‌شده که این کار باعث می‌شود بذر به محل اولش بازگشته، به سمت مغز بالا رفته و نهایتاً بازیابی شود. همچنین تصور این بوده که مایه زنانه جذب مجدد می‌شود و به طولانی شدن عمر زن کمک می‌کند. در یکی از این آداب، توصیه شده بود که شرکت‌کننده شریک جنسی‌اش را تا جایی که ممکن است مکرراً عوض کند (متون به‌دست رسیده تا هزار شریک را ذکر می‌کنند ولی ده شریک به‌نظر میزان معمول بوده است). اگر چه کنفوسیانیسم این آداب را غیراخلاقی و مخرب سلامت در نظر می‌گرفت، این آداب تا قرن شانزده میلادی همچنان مرسوم بود.

#### یهودیت

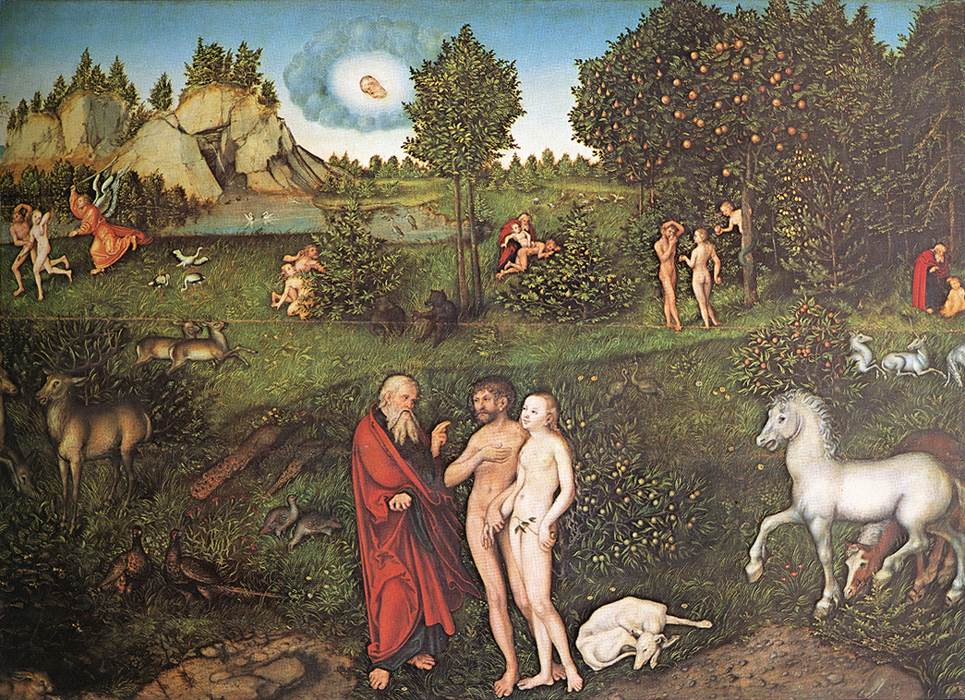
بر اساس کتاب پیدایش پس از آن‌که خدا انسان را آفرید، به ایشان برکت داده و گفت: «بارور و زیاد شوید، زمین را پُر سازید، بر آن تسلط یابید.»

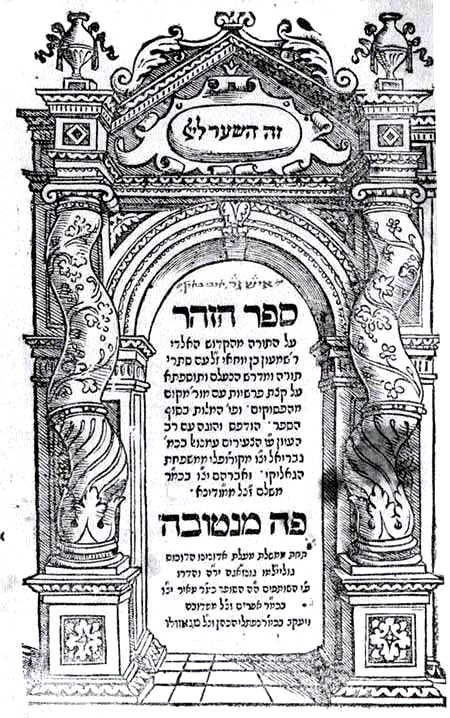
زوهر توصیه می‌کند که در هنگام آمیزش جنسی، تمامی افکار انسان باید به سمت «یهوه» رفته و از لذات بدنی دور شود. تصویر فوق مربوط به تصویر روی جلد اولین چاپ کتاب زوهر مربوط به سال ۱۵۵۸ میلادی است.

یهودیت برخلاف مسیحیت و همانند اسلام، امتناع از آمیزش جنسی را ارزش بحساب نمی‌آورد. قانون خاخامی ازدواج و تولیدمثل را برای تمامی مردان لازم دانسته و حقوق ازدواجی به زنان می‌دهد. تنخ در جاهای متعددی راجع به تولیدمثل و موضوعات مربوط به آن صحبت می‌کند. به عنوان مثال در کتاب پیدایش فصل یک، آیات ۲۸-۲۹ این‌گونه بیان می‌کند:
پس خدا انسان را شبیه خود آفرید. او انسان را زن و مرد خلق کرد و ایشان را برکت داده، فرمود: «بارور و زیاد شوید، زمین را پُر سازید، بر آن تسلط یابید، و بر ماهیان دریا و پرندگان آسمان و همه حیوانات فرمانروایی آنید.»
تنخ همچنین مرز بین آمیزش جنسی مشروع و غیرمشروع را مشخص کرده و ازدواج با محارم، زنا، همجنسگرایی مرد، آمیزش با حیوانات و آمیزش با زنی که در عادت ماهانه است را ممنوع می‌کند. محققی به‌نام دیوید بیال معتقد است که انگیزه برخی از این قوانین جلوگیری در اختلال در تولید مثل یا از بین بردن خطوط شجره نامه‌ای است. برخی از پیامبران در تنخ بت‌پرستی را به صورت استعاره‌ای «زنا علیه خدا» در نظر گرفته‌اند (کتاب هوشع، کتاب حزقیال). داشتن آمیزش جنسی در روز شنبه ممنوع است. در سنت یهودی ضوابط خاصی برای رابطه جنسی در نظر گرفته شده: به عنوان مثال آمیزش باید با متانت و افتادگی باشد، و در تاریکی انجام شود در حالی که مرد بر روی زن است. اگر زن علاقه به آمیزش ندارد، یا این‌که خیلی مشتاق است نباید رابطه برقرار شود؛ البته در عین حال مرد باید نیاز جنسی زن را در نظر داشته باشد و اجازه محروم کردن زن از آمیزش را ندارد. بر اساس قوانین عهد عتیق تجاوز جنسی به زنی که ازدواج کرده مجازات مرگ دارد، تجاوز جنسی به زنی که مجرد است پرداخت پنجاه «شِکِل» به پدر دختر و ازدواج دختر با فرد تجاوزکننده است.
در دوره متأخر دنیای باستان خاخام‌ها محرک‌های جنسی را مشکل ساز دانسته و آن را «سیرت شیطانی» (به عبری: יצר הרע) نامیدند. دیوید بیال معتقد است که ممکن است این مفهوم تحت تأثیر فرهنگ یونانی آن زمان شکل گرفته باشد. البته خاخام‌ها معتقد بودند که در صورتی که این سیرت شیطانی هدایت صحیح بیابد در واقع منشأ ازدواج، ساختن خانه، به دنیا آوردن فرزند و خیرهای زیادی است. خاخام‌ها تولیدمثل را برای تمامی مردان (و نه زنان) واجب کردند. دیوید بیال معتقد است ممکن است این دستور فقط برای مردان صادر شده باشد تا به مقابله با امتناع از ازدواج آن گروه از نخبگان خاخام‌ها بپردازد که ترجیح می‌دادند در خانه مانده و تمام وقت خود را به مطالعه بپردازند.
در دوران قرون وسطی، فلاسفهٔ یهودی به سمت بی‌ارزش خواندن دنیای مادی و ارزش «روح» مقابل «جسم» متمایل شده بود و به عنوان مثال موسی بن میمون معتقد بود که آمیزش جنسی فقط باید برای تولید مثل انجام شود و لذتی که به شخص به هنگام آمیزش می‌رسد را باید به حداقل رساند. استدلال موسی بن میمون این بود که ختنه بدین دلیل وضع شده که تمایل جنسی را هم از نظر جسمی و هم از نظر روحی کاهش دهد. به عقیده دیوید بیال این فلاسفه قرون وسطی تحت تأثیر دیدگاه‌های سیستم فلسفی ارسطو و فلسفه افلاطونی نوین قرار داشته‌اند.
متصوفین یهودی قرون وسطی هم مانند فلاسفه حس دوگانه‌ای نسبت به آمیزش جنسی داشتند. اما تفاوت آن‌ها این بود که معتقد بودند نحوه صحیح آمیزش بین زن و مرد باعث می‌شود که تجلیات الاهی‌ای که در این دو قرار داده شده بروز پیدا کرده و باعث وحدت آن‌ها شود. این نحوهٔ صحیح آمیزش، تنها در سایهٔ پایبندی کامل به قوانینی که خداوند وضع کرده به‌دست می‌آید و در هنگام آمیزش تمامی افکار انسان باید به سمت خدا رفته و از لذات بدنی دور شود. به همین دلیل کتاب‌های معروف متصوفین یهودی مانند زوهر و همچنین اسحاق لوریا از تصاویر قوی جنسی استفاده می‌کردند. البته زوهر حتی کوچک‌ترین تخلف جنسی مانند «انزال در حال خواب» را گناهی بزرگی می‌دید. داستان‌هایی از خاخام‌های حسیدی قرن هجدهم میلادی نقل شده که حتی از آمیزش جنسی درون ازدواج نیز امتناع می‌کردند.
غالب یهودیان در قرون وسطی آمیزش جنسی بین شوهر و همسر را اصلی‌ترین راه برای جلوگیری از آمیزش‌های نامشروع یا تخیلات جنسی می‌دیدند. همچنین در زمان‌هایی در فرهنگ عامهٔ مردم یهودی قرون وسطی آداب جنسی‌ای به‌وجود آمد که با قانون خاخامی سازگاری نداشته است.

#### مسیحیت

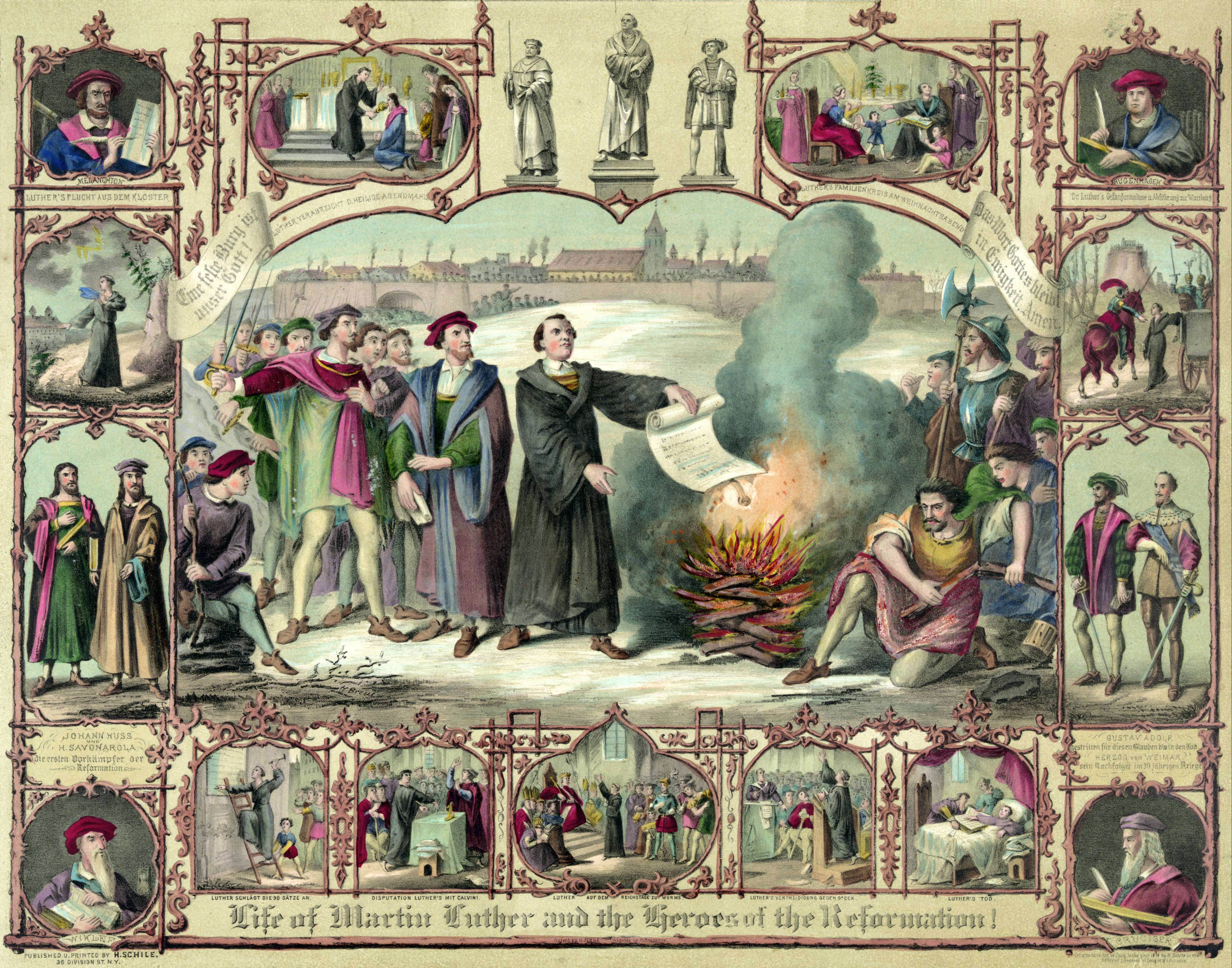
رهبران اصلاحات پروتستانی (در تصویر) ازدواج و آمیزش جنسی را هدیهٔ خدا که باید از آن لذت برد تعریف کرده و دیدگاه سنتی مسیحیت در مورد «امتناع اجباری کشیش‌ها از ازدواج» را رد کردند.

کلیسای باستان در درون دنیای یونانی-رومی رشد پیدا کرد. جریان فکری کلیسای اولیه در مورد آمیزش جنسی از این جهت تحت تأثیر ارزش‌ها و ساختارهای دنیای یونانی-رومی قرار گرفت که می‌بایست به دیدگاه‌های رایج آن زمان پاسخ دهد؛ این پاسخ می‌توانست از طریق پذیرش، یا رد کردن ارزش‌ها و نحوه نگاه‌های موجود در آن جامعه باشد. در دنیای یونانی-رومی ساختار طبقاتی اجتماعی شدیدی حاکم بود و مردها تقریباً قدرت مطلقی بر زنان، فرزندها و برده‌ها داشتند؛ دیدگاه‌های فلسفی و مذهبی آن زمان ذات انسان را به بدن مادی (که شیطانی و معوج فرض می‌شد) و روح جاویدان غیرمادی (که پاک و ایدئال فرض می‌شد) تقسیم می‌کرد. رواقیون بر امتناع از لذات جسمی و امتناع از آمیزش جنسی تأکید داشتند. پدران کلیسای اولیه مانند ژروم، اریگن، ترتولیان و آگوستین ضمن تأیید خوبی ازدواج و تولیدمثل، به‌شدت از قدرت، شدت و لذت امیال و آمیزش جنسی ابراز نگرانی می‌کردند. آن‌ها معتقد بودند که در هر فعالیت جنسی شهوت و در نتیجه گناه دخیل بوده، و به همین دلیل توصیه می‌کردند که از فعالیت جنسی تا جای ممکن (حتی برای افراد متأهل) اجتناب شود. باکرگی، اجتناب از ازدواج و پاکدامنی پس از ازدواج تشویق می‌شد.
تا اوایل قرن یازدهم میلادی ازدواج و تعدد زوجات برای کشیش‌ها ممنوع نبوده، در سال ۱۱۲۲ پاپ بندیکت هشتم برای حفظ اموال کلیسا هر گونه ازدواجی را برای کشیش‌ها ممنوع اعلام کرد و در سال ۱۱۳۹ پاپ اینوسنت دوم ازدواج همهٔ کشیش‌ها را باطل کرد و دستور داد تا همه کشیش‌ها همسران خود را طلاق دهند و پس از آن تنها به کسانی اجازه داده می‌شد کشیش شوند که ازدواج نکرده باشند و تا آخر هم عمر مجرد باقی بماندند.
رهبران اصلاحات پروتستانی دیدگاه سنتی مسیحیت در مورد «امتناع اجباری کشیش‌ها از ازدواج» را رد کرده، و ازدواج و آمیزش جنسی را هدیه خدا که باید از آن لذت برد تعریف کردند. رهبران اصلاحات همچنین دیدگاه سنتی که لذت آمیزش جنسی را ذاتاً چیز بدی می‌دید را رد کرده اگر چه به خطراتی که این نیرو می‌تواند داشته باشد اذعان داشتند.
امروزه اختلاف نظراتی در مورد نحوه تفسیر کتاب مقدس در مورد مسائل جنسی در دنیای مدرن وجود دارد. برخی از مسیحیان معتقدند که گفته‌ها و دستورالعمل‌های کتاب مقدس مطلق و جهانی بوده؛ برخی معتقدند که گفته‌ها و دستورالعمل‌های کتاب مقدس هیچ ربطی به مسائل و فهم مدرن مسائل جنسی ندارد؛ و گروهی دیدگاهی مابین این دو دارند و معتقدند که کتاب مقدس به مسائل سکس در قالب یک فرهنگ خاص پاسخ داده، و پس از فهم مناسب آن فرهنگ و یافتن اصول کلی‌تری که دستورالعمل‌ها در جهت برقراری آن حرکت می‌کردند، می‌توان به‌شکل انعطاف‌پذیری آن اصول کلی را به فرهنگ حال حاضر اعمال کرد.

#### اسلام
در حالی که قرآن شهوت برای زنان را به عنوان مثالی از شیفتگی به لذت‌های دنیا ذکر می‌کند (مثلاً آل‌عمران ۱۴)، آمیزش جنسی را شیطانی یا لزوماً موجب دلبستگی به دنیا در نظر نمی‌گیرد. قرآن آمیزش جنسی را ویژگی مهمی از دنیای طبیعی دانسته و در مورد آن قوانینی وضع می‌کند. قرآن به صورت خاص لذت جنسی را تأیید کرده و آمیزش را تنها و تنها وسیله‌ای برای تولید مثل در نظر نمی‌گیرد. قرآن آمیزش را به حوزه نهادهای ازدواجی و برده‌داری منحصر کرده، ازدواج با محارم، زنا، تن‌فروشی، و رابطه همجنس‌گرایی مرد را محکوم کرده و مقاربت‌های جنسی ای که در عربستان قبل از اسلام موجود بوده را از طرقی تغییر داده یا محدود کرده است.
از دیدگاه قرآن وجود جفت‌ها بخشی از نظم و ترتیب موجود در طبیعت است و شاهدی بر وجود خدا و یکتا بودن او است («و از هر چیزی جفت خلق کردیم باشد شاید شما متذکر شوید»[ذاریات ۴۹]) و این اصلی است که انسان نیز مشمول آن است. قرآن می‌گوید: «و یکی از آیات او این است که برای شما از خود شما همسرانی خلق کرد تا به سوی آنان میل کنید و آرامش گیرید و بین شما مودت و رحمت قرار داد و در همین نشانه‌ها هست برای مردمی که تفکر می‌کنند.»[روم ۲۱] قرآن همچنین صحبت از آفرینش انسان از یک‌نفس واحد کرده: «اوست که شما را از یک تن آفرید و همسر او را از او آفرید تا بدو آرام گیرد» که به عقیده دوین استوارت (به انگلیسی: Devin J. Stewart) اشاره‌ای به این دیدگاه دارد که دلیل جاذبه بین زن و مرد این است که از یک‌نفس خلق شده‌اند، ایده‌ای که در آثار افلاطون و در متون یهودی دوران پس از تثبیت کتاب مقدس یافت می‌شود. البته قرآن از ذکر داستانی که در آن حوا از دنده آدم خلق می‌شود و سلسه مراتب مربوط، اجتناب کرده و حدیثی هم موجود است که زنان را شقائق (نیمه) مردان توصیف می‌کند. آیه ۱۸۷ سوره بقره می‌گوید: «ایشان پوشش شما و شما پوشش ایشان هستید… پس با ایشان درآمیزید و از خدا آنچه که برایتان مقدر کرده طلب کنید.»[بقره ۱۸۷] امتناع از آمیزش جنسی و تجرد در اسلام هیچ‌گونه ارزشی به حساب نمی‌آید. قرآن در نساء ۲۳ لیستی از آمیزش‌های جنسی غیر مشروع را ذکر کرده است. همچنین قرآن رسم قبل از پیدایش اسلام که به ارث بردن یا ازدواج با زنان پدر یک شخص بوده را ممنوع کرد.
نحوه انجام آمیزش جنسی

چرخه عادت ماهانه. قرآن آمیزش جنسی با زنان در حال حیض را ممنوع می‌کند.

طبق دانشنامهٔ قرآن، قرآن محدودیتی در مورد نحوه انجام آمیزش جنسی مقرر نمی‌کند:«زنان شما کشتزار شمایند از هرجا یا هر وقت[انی شئتم] که خواستید به کشتزار خود درآئید و درصدد پدیدآوردن یادگاری و نسلی برای خود برآئید.»[بقره ۲۲۳] تفاسیر ذکر می‌کنند که شأن نزول این آیه رد دیدگاه برخی از یهودیان معاصر محمد بود که آمیزش جنسی فرجی از پشت (با آمیزش مقعدی اشتباه گرفته نشود) را رد کرده و معتقد بودند باعث کج شدن چشم بچه‌ها می‌شود. قرآن راجع به آمیزش مقعدی صحبتی نمی‌کند اگر چه احادیثی هست که آن را ممنوع کرده و احادیث اندکی هم آن را اجازه می‌دهند. آمیزش مقعدی در بین اهل سنت حرام بوده و در بین شیعیان شدیداً مکروه است. استدلال امامان شیعه برای حرام ندانستن آمیزش جنسی مقعدی گفتار لوط پیغمبر است که دختران خود را به قومش عرضه کرد درحالی‌که می‌دانست آن مردم دخترانش را فقط برای وطی از دبر می‌خواهند.

## در دنیای معاصر

### در آمریکا و اروپای معاصر
ازدواج
بر اساس برخی نظرسنجی‌ها در آمریکا ۷۲ درصد دانش‌آموزان سال‌های آخر دبیرستان آمیزش جنسی داشته‌اند. حداقل نیمی از کسانی که برای انعقاد ازدواج به روحانیون مسیحی مراجعه می‌کنند، در حال داشتن آمیزش جنسی بوده‌اند. بر اساس نظرسنجی‌های منتهی به سال ۲۰۰۵، در نروژ تعداد جفت‌هایی که بدون انجام ازدواج با هم زندگی می‌کنند ۶۴٪ رشد داشته است. در غرب به‌شکل فزاینده‌ای شاهد افزایش تعداد بیوهها و مردان همسر مرده‌ای هستیم که بدون عقد ازدواج و فقط برای معاشرت و نزدیکی با هم رابطه جنسی دارند. این افراد به دلایل مختلف شخصی و اقتصادی ازدواج را غیرعملی می‌یابند. به‌طور متوسط در غرب از هر سه ازدواج یکی به طلاق می‌انجامد و از هر سه ازدواجی یکی ازدواج مجدد است. کلیسا در پاسخ به این پدیده و همچنین در پاسخ به همجنسگرایی چند دسته شده و مناظرات شدیدی در میان آن‌ها در جریان است. برخی کلیساها ازدواج همجنسگرایان و حتی کشیش شدن آن‌ها را به رسمیت شناخته‌اند و برخی علیه آن‌ها فعالیت می‌کنند. برخی از محافظه‌کاران که با ازدواج همجنسگرایان مخالفند با شکلی از «پیمان همبستگی مدنی» که حقوق مدنی همجنس‌گرایان را تضمین کند موافقند. اما دیگر محافظه‌کاران چنین پیمان‌هایی را خطرناک می‌دانند چون ممکن است که برخی از زوج‌های غیرهمجنسگرا هم جهت فرار از مسئولیت‌های ازدواج به آن روش روی بیاورند. از سوی دیگر فمینیست‌ها در غرب برای برابری کامل جنسی زنان و مردان در حال مبارزه هستند و نقش جنسی سنتی زنان و مردان را ساختاری اجتماعی و نه ذاتی می‌دانند، و به آشکارسازی «استثمار و ظلم به زنان» می‌پردازند. علی‌رغم سال‌ها تلاش برای دوباره‌سازی ساختارهای اجتماعی، دیدگاه‌های فمینیست‌ها برای برخی مردان و زنان سنتی غربی، گیج‌کننده و مضطرب‌کننده بوده است.
عواقب انجام آمیزش
به عقیده مایکل رز، در فرهنگ اروپای غربی اعتقادی مبنی بر اینکه انجام آمیزش جنسی عواقب بدی دارد، وجود دارد. او به عنوان مثال به فیلم‌های وحشتناک غربی اشاره می‌کند که در این فیلم‌ها معمولًا دخترانی که زودتر از بقیه رابطه جنسی دارند زودتر می‌میرند، و کسانی که باکره هستند برخلاف بقیه قطعه قطعه نمی‌شوند. همچنین در سنت مسیحی امتناع از آمیزش جنسی مثبت به حساب می‌آمد و به‌طور خاص کشیشان کاتولیک از داشتن روابط جنسی منع شده‌اند؛ اگر چه در عمل مواردی عدم اطاعت از این دستورها گزارش شده است.

### در ایران معاصر
ازدواج و آمیزش جنسی
اغلب زنان در ایران از آمیزش قبل از ازدواج امتناع می‌کنند تا از آن به عنوان ابزاری برای واداشتن طرف مقابل به پیشنهاد ازدواج استفاده کنند. اما در این بین، در میان آن دسته از جوانان ایرانی ساکن شهرها که به طبقه اجتماعی متوسط یا بالا تعلق دارند، آمیزش جنسی قبل از ازدواج بسیار رایج است. در یک مطالعه تحقیقاتی که در آن از ۵۰ زن از تهران، مشهد و شیراز مصاحبه می‌شد، ۷۵ درصد بیان کردند که به گونه‌ای به عمل جنسی با جنس مخالف قبل از ازدواج دست زده‌اند. از میان این افراد، کسانی که نمی‌خواستند بکارت خود را از دست بدهند به آمیزش مقعدی، دهانی و غیره دست زده بودند. تنها حدود نیمی از افراد مورد مطالعه آمیزش فرجی داشتند. از میان آن‌ها دو نفر به وسیلهٔ جراحی بکارت خود را بازسازی کرده بودند، و پنج نفر بیش از یک بار سقط جنین انجام داده بودند. به دلیل وجود تابوهای اجتماعی، برای این زنان یافتن منابعی برای جلوگیری یا کاهش احتمال بارداری یا کاهش خطرات بهداشتی آمیزش سخت است.
آمیزش جنسی پس از ازدواج نه تنها مجاز، بلکه اجباری است. (به این معنی که اگر مرد یا زن از انجام آن امتناع کند، می‌تواند زمینه را برای طلاق فراهم آورد) در ایران زن فقط حق آمیزش با شوهر را دارد، ولی مرد می‌تواند با حداکثر چهار همسر دائم و بی‌نهایت همسر موقت آمیزش کند. گاهی زنان از آمیزش جنسی به عنوان ابزاری برای خریدن آنچه دوست دارند، یا گرفتن اجازه برای انجام کارهایی که دوست دارند استفاده می‌کنند.
ایران سرمایه‌گذاری زیادی در زمینهٔ ارائهٔ کلاس‌های آموزش جنسی کرده است. چنانچه در سال ۲۰۰۲ میلادی تعداد زیادی مقاله در نشریات غربی مبنی بر این‌که ایران از آمریکا در زمینه آموزش جنسی پیشرفته‌تر است به چاپ رسید. محققی با نام مستعار پروانه هوشمند بر اساس تحقیقی که در سال ۲۰۰۴ میلادی انجام داده به تفاوت‌هایی در تعریف «آموزش‌های جنسی» در ایران با تعریف آن در آمریکا، نحوهٔ انتقال اطلاعات جنسی در ایران، مشکلاتی که در انتشار اطلاعات وجود دارد و آنچه به عقیدهٔ او جوانان نمی‌دانند ولی شاید باید بدانند می‌پردازد.
تعریف اتخاذ شده در ایران از آموزش مسائل جنسی تعلیم مسائل مربوط به عادت ماهیانه، بلوغ، باکرگی، تولیدمثل و اهمیت نداشتن آمیزش جنسی قبل از ازدواج است. اما به عقیده این پژوهشگر مباحثی که خیلی از جوانان دوست دارند بدانند و توجه کمتری به آن‌ها در این برنامه‌های آموزشی می‌شود بیماری‌های قابل انتقال از آمیزش جنسی، روش‌های جلوگیری از باردار شدن، هویت جنسی آن‌ها و مبانی ارتباط رفتاری بین مردان و زنان است.
به عقیده پروانه هوشمند، اکثر فعالان آموزش جنسی در ایران اطمینان بیش از حد نسبت به سیستم آموزشی خود دارند. به عقیده این محقق مشکل اصلی این است که اکثر این فعالان درباره جوانان صحبت می‌کنند، ولی کمتر کسی با جوانان صحبت می‌کند. مطالعات او نشان می‌دهد که ۸۰ درصد کسانی که مورد مصاحبه قرار گرفتند نمی‌توانستند حتی یکی از امراض جنسی را نام ببرند. همهٔ آن‌ها ایدز را می‌شناختند ولی هیچ‌کدام آن‌ها قادر نبودند که دقیقاً بگویند چگونه ابن بیماری، انتقال می‌یابد، یا مراحلی که برای پیشگیری از انتقال از آن باید انجام داد چیست. زنان جوان به صورت خاص در مورد نحوهٔ تنظیم خانواده از چیزی به‌جز قرص و استفاده از کاندوم آگاهی نداشتند و در مورد سطح محافظتی که روش‌های مختلف جلوگیری از بارداری فراهم می‌کنند اطلاعات دقیقی نداشتند. تقریباً تمامی کسانی که مورد مصاحبه قرار گرفتند اشتیاق داشتند که اطلاعات بیشتری راجع به سکسوالیتهٔ خود به‌دست آورند. هویت جنسی، نیازها و امیال خود را مورد سؤال قرار دهند، و از روش‌های دیگر کنترل جمعیت آگاهی یابند.
روش اصلی انتقال اطلاعات جنسی‌ای که خیلی از جوانان مشتاق شنیدن آن هستند صحبت‌های شخصی است. شصت درصد افراد گفتند که اولین اطلاعات خود راجع به آمیزش جنسی را «از طریق یک دوست» آموخته‌اند. بقیه به اینترنت، تلویزیون‌های ماهواره‌ای غربی، موسیقی، و تا حد کمتری والدین اشاره کردند. اکثر افرادی که مورد مصاحبه قرار گرفتند در پاسخ به اینکه بهترین راه انتقال اطلاعات چیست، پاسخ دادند که یک کتابچه کوچک، یا یک سایت اینترنتی که توسط حکومت فیلتر نشود. برخی گفتند که اگر مشاورانی اینترنتی نیز فراهم شود مفید خواهد بود زیرا استفاده از خطوط تلفنی که در حال حاضر برای این کار تهیه شده خیلی خجالت‌آور است. آن‌ها همچنین گفتند که اگر مشاوران از بین خود جوانان باشند برای آن‌ها خیلی بهتر خواهد بود. چون اغلب این‌گونه کلاس‌ها توسط زنان چادری مسن‌تر از آن‌ها ارائه می‌شوند و برای گروهی از جوانان ارتباط با این زنان چادری سخت است زیرا احساس می‌کنند که این افراد آن‌ها را مورد قضاوت قرار می‌دهند یا اینکه نمی‌توانند آنقدر به آن‌ها اعتماد بکنند که با آن‌ها راحت باشند.

### در هندوستان معاصر

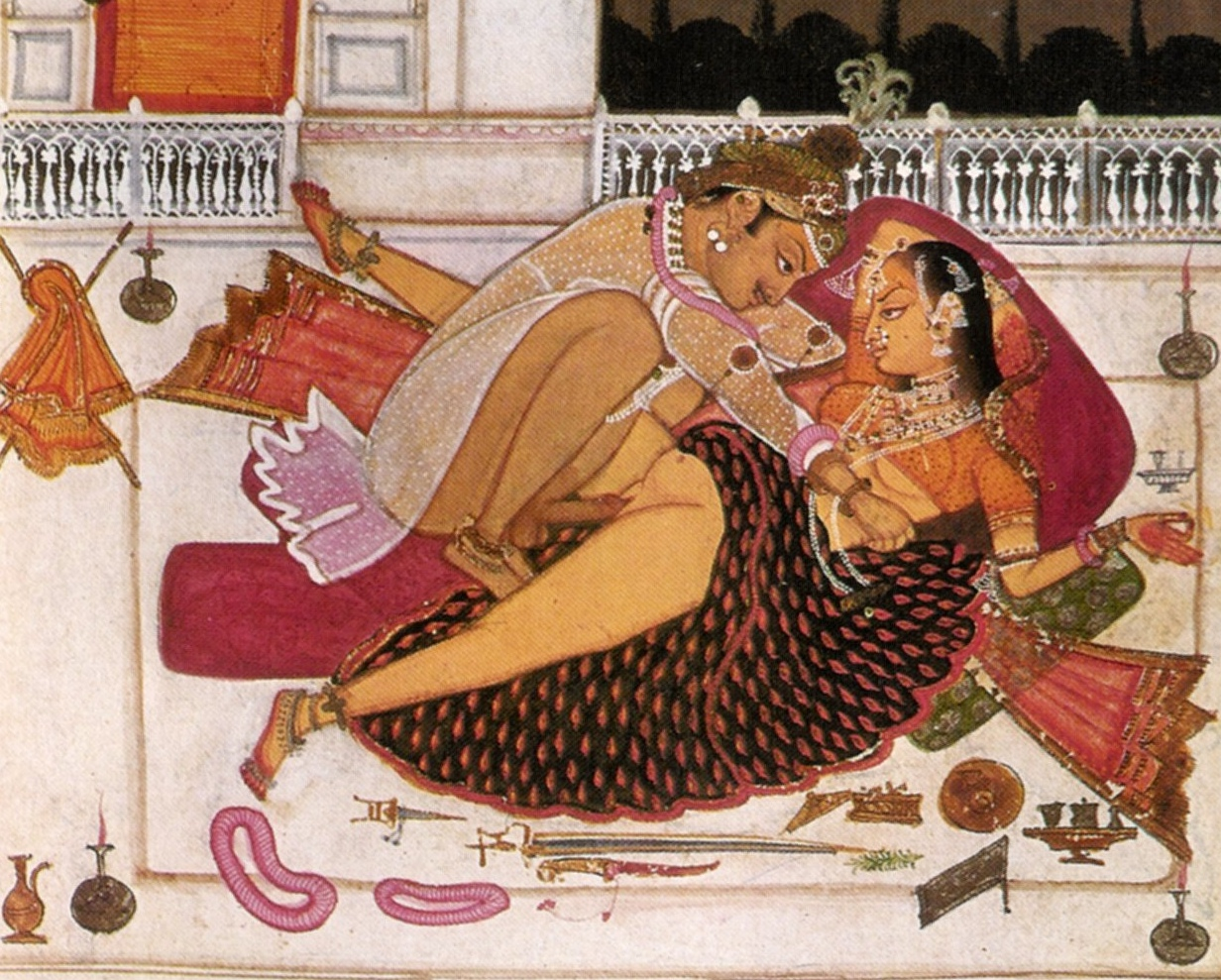
مینیاتور هندی مربوط به سال ۱۷۹۰ میلادی

بیشتر مطالعات موجود در مورد رفتار جنسی در هند به نواحی شهرنشین مربوط می‌شود و اطلاعات کمتری از رفتار جنسی روستانشینان و حومه‌نشینان هند (که ۷۰ درصد جمعیت هند را تشکیل می‌دهند) وجود دارد. به صورت سنتی آمیزش جنسی قبل از ازدواج مردان و زنان به‌شدت تقبیح می‌شده است. همچنین جامعه هند به‌صورت سنتی بر ازدواج زودهنگام زنان تأکید می‌کرده است، زیرا جنسیت زنانه را نیرومند و دارای توانایی‌های سرکشانه و خطرناک می‌دانسته است.
قشر کم درآمد
مطالعه‌ای که از قشر کم درآمد هندیان بمبئی (اعم از مسلمان و هندو) انجام شده نشان می‌دهد که خیلی از این زنان در خانواده‌هایی بزرگ شده‌اند که آمیزش جنسی را کثیف و گناه‌آلود می‌دیده‌اند و به آن‌ها راجع به مسائل جنسی اطلاعات داده نمی‌شده است. بسیاری از این زنان کم درآمد آمیزش جنسی اول خود را ناگوار و خجالت‌آور (به‌دلیل نبود حریم خصوصی) یافته و می‌گفتند که لذت جنسی به‌تدریج به‌وجود می‌آید. خیلی از این زنان معتقد بودند که لزوم کار بیرون، مادری و خانه‌داری تأثیر منفی بر لذت بردنشان در هنگام آمیزش دارد. همچنین به زنان آموزش داده شده بود که باید نیازهای جنسی شوهرشان را برآورده کنند. این زنان برای اجتناب از آمیزش از روش‌های مختلف بهره می‌جستند: آوردن کودکان به تخت خوابشان، بهانهٔ شیر دادن به کودکان، مریضی، در حیض بودن، و همچنین مقاومت کردن فیزیکی از پیشروی جنسی شوهر. زنان ضعف خود و ترس از این‌که شوهرانشان آن‌ها را ترک کنند را از دلایل پرهیزشان بیان می‌کردند. این زنان بهترین راه مقابله با باردار نشدن را عدم آمیزش جنسی تصور می‌کردند.
مطالعه دیگر نشان می‌دهد که زنان از بیان نیاز به آمیزش جنسی امتناع می‌ورزیدند زیرا این تصور در آن‌ها وجود داشت که ممکن است شوهرانشان این را ناشی از دانش و تجربیات از طریق رابطه جنسی خارج از ازدواج در نظر بگیرند. البته زنان جهت ارضای نیازهای جنسی‌شان از روش‌های غیرکلامی مختلفی بهره می‌بردند. برخی از این روش‌ها پختن غذای مورد علاقه شوهر، خواباندن زود بچه‌ها، بوسیدن و نوازش کردن بودند.

### مطالعات آماری
تا پیش از سال ۱۹۶۰ جامعه آمریکا به صورت کلی آمیزش جنسی پیش از ازدواج را نمی‌پذیرفت. اما از آن هنگام تصور کلی جامعه آمریکا تغییر کرده است. همین موضوع انجام تحقیقات آماری در مورد آمیزش قبل از ازدواج را ساده‌تر کرده است. محققان علوم اجتماعی همچنین سعی در پاسخ به این سؤال داشته‌اند که این تغییر در جامعه آمریکا چه تأثیراتی در معنا، ماهیت و عملکرد ازدواج داشته است. مطالعات متعددی افزایش احتمال فروپاشی در ازدواج را با آمیزش جنسی پیش از ازدواج مرتبط دانسته‌اند چنانچه برخی مطالعات زیاد شدن احتمال طلاق را تا پنجاه درصد تخمین زده‌اند. یک مطالعهٔ آماری به این نتیجه رسیده است که عامل مؤثر «داشتن رابطه جنسی یک زن با مردان مختلف قبل از ازدواج» است، و داشتن «رابطه جنسی یک زن تنها با شوهر آینده‌اش» عامل مؤثری در نرخ طلاق به حساب نمی‌آید.
برخی مطالعات نشان می‌دهند که اولین آمیزش جنسی تجربه برجسته‌ای در زندگی فرد است، و تعهد افراد را نسبت به شریک جنسی شان افزایش می‌دهد. همچنین اگر اولین آمیزش پس از اینکه دو فرد به درجه تعهد بالاتری نسبت به هم رسیده‌اند اتفاق بیفتد، باعث افزایش عشق و نزدیکی بین دو فرد می‌شود و امکان ازدواج آن‌ها را افزایش می‌دهد.

ساختار شیمیایی تستوسترون. کاهش سطح این هورمون در زنان از دلایلی است که باعث می‌شود که وقوع و تکرر آمیزش جنسی‌شان در طول زندگی کاهش یابد.

تحلیل‌های آماری در آمریکا نشان می‌دهند که وقوع و تکرر آمیزش جنسی درون ازدواج در طول زندگی کاهش می‌یابد. مهم‌ترین عاملی که عموماً به آن اشاره می‌شود افزایش سن است که انگیزه و توانایی مردان و در زنان سطح تستوسترون را کاهش می‌دهد. همچنین افزایش سن میزان بیماری‌ها را افزایش می‌دهد و همچنین تأثیرات روانی بر فرد می‌گذارد که خود بر کاهش تکرر آمیزش تأثیر می‌گذارد؛ ولی این عامل نمی‌تواند کاهش میزان آمیزش در مدت زمان کمی پس از ازدواج را توجیه کند. توضیح دیگری که برای کاهش آمیزش داده می‌شود از بین رفتن هیجان اولیه، در دسترس بودن شریک جنسی، و قابل پیش‌بینی شدن رفتار جنسی فرد مقابل است. اما این دیدگاه نمی‌تواند کم شدن تدریجی آمیزش پس از کسب شناخت جنسی را توجیه کند. از جمله دلایل دیگری که در افت تکرر آمیزش ذکر می‌شود افزایش مشغولیت یکی از زوجین است که شامل کار خارج و رسیدگی به امور کودکان است. همچنین هنگام سه‌ماهه آخر حاملگی میزان آمیزش کاهش می‌یابد. تولد نوزاد هم رابطه زن و شوهر را شدیداً تغییر می‌دهد و توجه آن‌ها را از یکدیگر به سمت نوزاد و فرزندان کوچک برده که این خود باعث خستگی آن‌ها و کاهش زمانی می‌شود که با هم هستند. در نتیجه موقعیت‌هایی که آمیزش جنسی دارند نیز کاهش می‌یابد. عامل مهم دیگر میزان رضایت زن و شوهر از ازدواج آن‌ها است: زن و شوهر که از ازدواجشان راضی هستند بیشتر با هم آمیزش جنسی خواهند داشت. عوامل اجتماعی مانند کاتولیک بودن یا زندگی در مناطق روستایی در برخی مطالعات بر کاهش میزان آمیزش مؤثر شناخته شده‌اند ولی مطالعات دیگر چنین تغییری را گزارش نمی‌کنند. یک مطالعه آماری بر اساس داده‌های آمریکا در سال ۱۹۸۸ به این نتیجه رسیده است که زوج‌هایی که قبل از ازدواج رابطه جنسی داشته‌اند، در مقایسه با آن‌هایی که این تجربه را نداشته‌اند در کوتاه مدت با تکرر بیشتری آمیزش جنسی انجام می‌دهند؛ اما تأثیرات بلند مدت آن مشخص ناست.

### نظرسنجی مجله لنست در سال
برآوردهای انجام شده توسط مجله لنست (که هر ۱۰ سال انجام می‌شود) نشان می‌دهد:
- در میان حدود ۱۵ هزار بریتانیایی در میانگین سنی ۱۶ تا ۴۴ نشان می‌دهد که آن‌ها در ماه کمتر از پنج بار رابطه جنسی دارند، در حالی‌که نظرسنجی‌های قبلی که سال‌های ۱۹۹۰ تا ۹۱ و ۱۹۹۹ تا ۲۰۰۰ انجام گرفت متوسط رابطه جنسی ماهانه بیش از شش بار بود.
- زوج‌های ۱۶–۴۴ ساله ممکن است از فیلم پورنو به‌عنوان جایگزین برای رابطه جنسی استفاده کنند.
- نگرانی مالی و فعالیت در شبکه‌های اجتماعی، باعث کاهش میل جنسی می‌شود.
- مردان در بین سال‌های ۲۰۱۰ تا ۲۰۱۲ در ماه حدود ۴٫۹ بار و زنان حدود ۴٫۸ بار سکس داشته‌اند.
- ۴۲ درصد زنان بین سن ۶۵ تا ۷۴ سال و همچنین ۶۰ درصد از مردان در همین میانگین سنی، همچنان از لحاظ جنسی فعال هستند.
- سن افرادی که علاقه به رابطه جنسی دارند کمتر شده است.
- از هر شش بارداری یک مورد ناخواسته است.
- نیمی از زنان و مردان این بررسی در روابط جنسی خود مشکل دارند، اما تنها ۱۰ درصد از آن‌ها نگران روابط جنسی خود هستند.
- بی‌علاقگی به سکس از شایع‌ترین مشکلات است، ۱۵ درصد از مردان، میل جنسی ندارند.
- این تحقیقات نشان می‌دهد، پس از آخرین تحقیقات سال ۲۰۰۰، رابطه با جنس موافق بیش از خیانت به همسر پذیرفتنی است.
- زنان زیر ۴۴ سال گفته‌اند در دوران زندگی خود ۷٫۷ شریک جنسی داشته‌اند در حالی‌که شریک جنسی مردان در همین میانگین سنی ۱۱٫۷ بوده است.
- ۳٫۶ درصد از مردان در پنج سال گذشته برای سکس، پول پرداخته‌اند، اما در مورد زنان این مسئله به ندرت اتفاق افتاده است.
- براساس این گزارش از هر ۱۰ زن یک نفر و از هر ۷۰ مرد یک تن چنین رابطه ناخواسته و اجباری را تجربه کرده است.

### ازدواج بدون آمیزش جنسی
ازدواج بدون آمیزش جنسی موضوع رایج در برخی کشورهاست. تخمین زده می‌شود که در آمریکا در ۲۰ میلیون خانواده رابطهٔ جنسی به میزان بسیار کم وجود دارد. براساس تخمین سازمان جهانی بهداشت، در ژاپن حدود یک‌چهارم شرکای جنسی با یکدیگر در طول سال، رابطهٔ جنسی ندارند. بر اساس آمار شرکت‌های تولیدکنندهٔ کاندوم در ژاپن، متوسط تعداد آمیزش جنسی زوج‌های ژاپنی ۴۵ مرتبه در طول سال است، درحالی‌که متوسط جهانیِ آن ۱۰۳ بار در طول سال است. این موضوع باعث تأثیر بازار یک میلیارد دلاری فروش فیلم پورنوگرافی در ژاپن و افزایش فیلم‌های پورنوی سالمندان شده است.

## از دیدگاه فلسفی
فلسفه سکس که به بررسی فلسفی آمیزش جنسی و موضوعات مربوط می‌پردازد به فلسفه مفهومی سکسوالیته، فلسفه متافیزیکی سکسوالیته و فلسفه هنجاری سکسوالیته تقسیم‌بندی می‌شود.

### فلسفهٔ مفهومی
فلسفهٔ مفهومی سکس به موضوعات «میل جنسی»، «فعالیت جنسی» و «لذت جنسی» می‌پردازد. چه چیزی باعث به وجود آمدن احساسات جنسی می‌شود؟ درگیر شدن ارگان‌های جنسی لزومی ندارد زیرا بخش‌های دیگر بدن نیز می‌توانند لذت جنسی بدهند. یک عمل جنسی دقیقاً چه چیزی است؟ لمس بازوی یک شخص ممکن است رفتاری دوستانه، تجاوز، یا فعالیتی مربوط به آمیزش جنسی باشد؛ و خواص فیزیکی به تنهایی امکان‌ها را از هم تمیز نمی‌دهد. ارتباط مفهومی بین لذت جنسی و فعالیت جنسی چیست؟ به‌نظر می‌آید که نه «قصد ایجاد لذت جنسی» و نه «خود تجربه لذت جنسی» ملزوماتی برای اینکه ماهیت یک عمل را جنسی در نظر بگیریم نیستند. بجز سؤالات مفهومی در مورد اینکه «چه چیزی یک عمل را جنسی می‌کند»، سؤال دیگر این است که چگونه اعمال خاص جنسی را تعریف کنیم؟ مثلاً چه نوعی از آمیزش جنسی «تجاوز» محسوب می‌شود؟ از نظر مفهومی آیا تفاوتی بین «مجبور کردن یک نفر با نیروی فیزیکی به آمیزش جنسی» یا «پول دادن به شخص برای انجام آمیزش جنسی» هست؟ و اگر هست این تفاوت‌های مفهومی دقیقاً چه هستند؟

### فلسفهٔ متافیزیکی
این شاخه از فلسفه مسائل مربوط به آمیزش جنسی را از دیدگاه هستی‌شناسی و شناخت‌شناسی مورد بحث قرار می‌دهد: جایگاه سکس در ذات انسان چیست؟ روابط بین سکسوالیته، احساسات، و ادراک چیست؟ معنی سکسوالیته برای یک شخص، یک گونه، یا کل کیهان چیست؟ آمیزش جنسی دربارهٔ چیست؟ این دیدگاه که میل جنسی غریزه‌ای هدایت شده توسط هورمون‌ها است که توسط یک خدا یا به وسیلهٔ طبیعت در ما قرار داده شده تا در خدمت بقای گونه‌ها باشد، با دیدگاه دیگر که آمیزش جنسی جنبه روحانی بسیار برجسته‌ای داشته باشد، لزوماً متناقض نیست. اما دیدگاه دیگر این است که آمیزش جنسی تفاوت چندانی با خوردن، نفس کشیدن، و ادرار کردن ندارد؛ اما شاید (علاوه بر این) رفتار جنسی تا حدی مشخص‌کننده شخصیت اخلاقی شخص نیز باشد.

### فلسفهٔ هنجاری
فلسفهٔ هنجاری سکسوالیته به بررسی سؤالاتی در مورد اخلاقیات جنسی می‌پردازد. در چه شرایطی انجام آمیزش جنسی، فعالیت جنسی، یا تجربه لذت جنسی از نظر اخلاقی مجاز است؟ انجام آن با چه کسی مجاز است؟ با چه بخش‌هایی از بدن؟ به چه مدت؟ این شاخه از فلسفه همچنین به سؤالات حقوقی، اجتماعی و سیاسی مربوط نیز می‌پردازد. آیا جامعه باید مردمش را به سمت ازدواج، خانواده و دور شدن از همجنس‌گرایی سوق دهد؟ آیا قوانینی در ممنوعیت فاحشگی و همجنس‌گرایی باید وضع شود؟ این سؤالات جنبه اخلاقی دارند. اما این شاخه فلسفه به سؤالات غیر مرتبط به اخلاق نیز می‌پردازد: آمیزش جنسی خوب چیست؟ آمیزش جنسی خوب تأثیری در زندگی خوب دارد؟

### آمیزش جنسی و فلسفه اخلاق

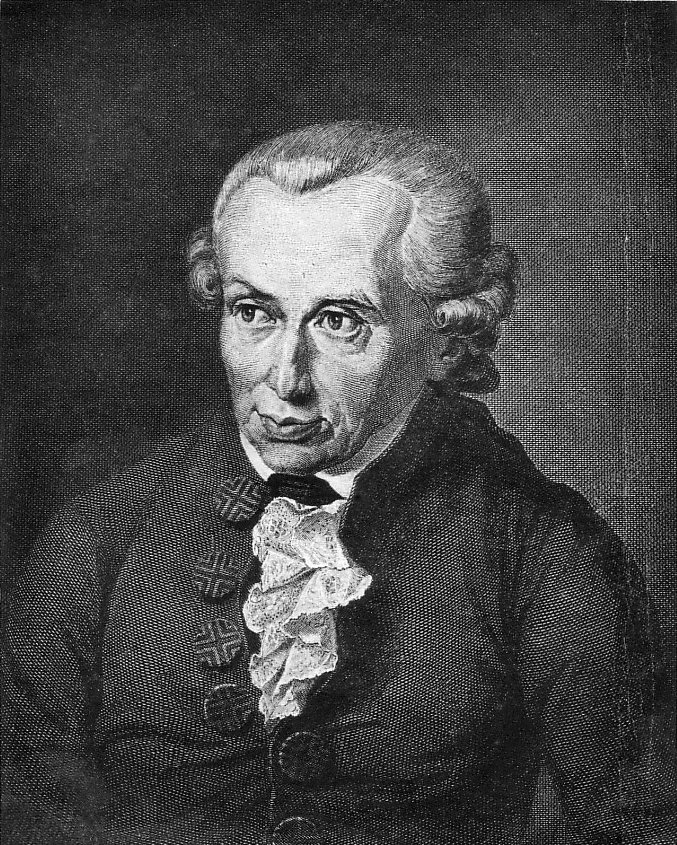
ایمانوئل کانت معتقد بود که امیال جنسی باعث می‌شود که یک شخص طرف مقابلش را در حد یک «شیء» برای لذت خودش پایین بیاورد و بدین وسیله کرامت و شأن انسانی خودش را از دست بدهد.

ارزش‌گذاری اخلاقی بر روی رابطه جنسی به نگاه فرد به ماهیت برانگیختگی و امیال جنسی در انسان بستگی دارد؛ و این فلاسفه را به دو دسته عمده خوشبین‌ها و بدبین‌ها تقسیم‌بندی کرده است.
فلاسفه بدبین برانگیختگی جنسی و انجام عملی بر اساس آن را در حد کرامت و شأن انسان نمی‌بینند. به عقیده آن‌ها هنگامی که کسی نسبت به شخص دیگر تمایل جنسی پیدا می‌کند، چه قبل و چه در هنگام آمیزش در واقع آن شخص دیگر را در حد یک شیء برای لذت خودش پایین می‌آورد. در تمایل جنسی در واقع نسبت به بدن، لبان، باسن و بخش‌های مختلف طرف مقابل تمایل وجود دارد، و این بخش‌ها متمایز از خود آن شخص هستند. به‌علاوه به‌نظر می‌آید که گونه‌هایی از تأثیرگذاری ماهرانه و گمراه‌کننده قبل از درگیر آمیزش شدن لازم است، و این‌گونه رفتارهای اغواکننده آن‌قدر رایج هستند که به‌نظر می‌آید که بخشی ذاتی از تجربه جنسی هستند. به‌عنوان مثال ما خود را جذاب‌تر از آنچه هستیم و مورد تمایل طرف مقابل نشان می‌دهیم، و تلاش زیادی می‌کنیم که نقص‌های خود را بپوشانیم. به‌علاوه برانگیختگی جنسی قابل کنترل نیست. هنگام برانگیختگی جنسی ممکن است فرد کاری را انجام بدهد که حتی در حالت عادی فکرش را هم نمی‌کرده است. در هنگام آمیزش، شخص کنترل بر نفسش را از دست می‌دهد و حتی ممکن است تهدیدی برای طرف مقابل هم به‌حساب بیاید. نیاز به آمیزش جنسی می‌تواند شرایطی را ایجاد کند که یک نفر را به‌دلیل احتیاج به رابطهٔ جنسی تحت سلطهٔ شخص دیگر قرار داده و بازیچهٔ او کند.
از طرف دیگر فلاسفهٔ خوشبین آمیزش جنسی را مکانیزمی در نظر می‌گیرند که به‌صورت طبیعی و از روی شادی پیوندی جنسی و غیرجنسی میان دو نفر برقرار می‌کند. آمیزش جنسی لذت دادن به خود و به دیگری به‌صورت هم‌زمان است که خود می‌تواند باعث ایجاد حس قدردانی و محبت شود و باعث عمق یافتن رابطهٔ زوج شود. این دسته از فیلسوفان معتقدند که آمیزش جنسی به خودی خود ارزشمند است (نه به‌عنوان وسیله‌ای برای رسیدن به هدفی دیگر). اگر چه آمیزش جنسی شباهت‌هایی با اشتهاهایی مانند گرسنگی و تشنگی دارد، اما تفاوت مهمی که با آن‌ها دارد این است که به ما امکان می‌دهد که از ذهن و شخصیت و بدن محظوظ شویم. اینکه افراد چگونه تحت تأثیر رابطه جنسی قرار می‌گیرند و به آن پاسخ می‌دهند بسته به شخصیت خود فرد دارد و نه به ماهیت ذاتی تمایلات جنسی. تمایلات جنسی به خودی خود بد یا خوب نیستند؛ شخصی که تمایلات مبتذل دارد تجربه جنسی بد و شخصی که تمایلات غیرخودپرستانه و اخلاقی دارد تجربه جنسی خوب خواهد داشت. اگر چه برخی از افراد ممکن است شریک جنسی خود را به عنوان شیء ای نگاه کنند که پس از استفاده از آن‌ها کنار گذاشته می‌شوند، اما این «ویژگی قطعی» تمایلات جنسی نیست. آمیزش جنسی به صورت ذاتی اشخاص را تبدیل به شیء نمی‌کند؛ بر عکس آمیزش وسیله‌ای در نظر گرفته شود که افراد به همدیگر از طریق بدنشان پاسخ می‌دهند. آمیزش جنسی می‌تواند افراد را نسبت به حضور همدیگر بیدار کرده و آن‌ها را قادر می‌سازد که ارتباطی واقعی با طرف مقابلشان برقرار کنند.

## تجارت جنسی
از خرید و فروش زنان و کودکان اغلب زیر سن قانونی به‌منظور برقراری آمیزش جنسی با عنوان تجارت سکس یاد می‌گردد. تجارت جنسی را نوع نوین برده‌داری در عصر حاضر قلمداد می‌کنند. قربانیان تجارت سکس معمولاً توسط کلاهبرداری، اجبار و زور وارد این عرصه می‌گردد به این ترتیب که به این افراد اغلب وعدهٔ کار و زندگی بهتر در یک کشور دیگر داده می‌شود یا این‌که توسط والدین خود به برده‌داران جنسی فروخته می‌شوند یا توسط گروه‌های قاچاق انسان ربوده می‌گردند.
بسیاری از گروه‌های تبهکار در این زمینه تحت عنوان موسسه‌های خیریه مشغول به کار هستند. براساس گزاش‌های سازمان یونیسف هر ساله بیش از یک میلیون کودک در سراسر جهان با اهداف مختلف از جمله به‌عنوان روسپی قاچاق می‌شوند. این نوع قاچاق، سومین تجارت پُرسود جهان بعد از مواد مخدر و سلاح محسوب می‌شود.
بخش اعظم قربانیان تجارت جنسی را کودکان ۱۲ تا ۱۷ سال تشکیل می‌دهند. تا سال‌ها پیش تایلند به عنوان یکی از کشورهایی بود که تجارت جنسی در آن به شکل گسترده رواج داشته اما اکنون برزیل با پیشی گرفتن از تایلند یکی از مقاصد مهم برای افرادی است که به قصد رابطهٔ جنسی مسافرت می‌کنند. یونیسف تخمین می‌زند که حدود ۲۵۰ هزار روسپی کودک در برزیل زندگی می‌کنند. ضعف و عدم نفوذ دولت‌های مرکزی در مرکز و غرب آفریقا، جنوب آسیا و آمریکای لاتین بستر مناسبی برای قاچاق کودکان فراهم آورده است.

## مسائل حقوقی
قوانین حقوقی اعمالی که سوءاستفاده جنسی محسوب می‌شوند را تعریف می‌کند. این قوانین بسته به زمان و مکان تغییر می‌کند. تقریباً در تمامی سامانه‌های قانون‌گذاری تجاوز جنسی جرمی با مجازات سنگین محسوب شده است. در برخی جوامع مجازات آن مرگ بوده است. نمونه‌های دیگر مجازات کور کردن دو چشم و اخته کردن (که در دوره نورمن‌ها در انگلیس اجرا می‌شده است)، چند سال حبس و پرداخت جریمه، یا تبعید یا موارد دیگر بوده است.
تخمین زده می‌شود که امروز حدود ۱۰ درصد تمامی پسران و ۲۰ درصد تمامی دختران قربانی سوءاستفاده جنسی باشند هرچند به‌دلیل پنهان‌کاری، میزان دقیق سوءاستفاده جنسی کودکان مشخص نیست. اولین قوانین حکومتی محافظت‌کننده از سوءاستفاده جنسی از کودکان در اروپا در قرن ۱۶ میلادی در انگلستان ایجاد شد. در سال ۱۵۴۸ قانونی تصویب شد که پسران را از تجاوز به زور و دختران زیر ۱۰ سال را از تجاوز با زور حمایت می‌کرد. هر دوی این قوانین برای متخلف، مجازات مرگ را در نظر گرفته بودند. در همین قرن در آلمان قوانینی تصویب شد که پسران زیر ۱۴ سالی که تن‌فروشی می‌کردند را مجازات می‌کرد. پس از انقلاب فرانسه مجازات اعدام برای تخلفات جنسی حذف و بسیاری از انواع رابطه جنسی آزاد شد. عموم کشورهای اروپایی به پیروی از فرانسه پرداختند، اما انگلستان و آمریکا از این کار امتناع کردند. در قرن ۱۸ میلادی در انگلیس مراجعه به پلیس در مورد سوءاستفاده جنسی کودکان کمتر بود زیرا طبق قوانین انگلستان هنگام انجام جرم جنسی بر روی کودکان هم قربانی و هم مجرم خطاکار محسوب می‌شدند و هر دو مجازات می‌شدند. در طی قرن‌های ۱۹ و ۲۰ میلادی قوانین محافظت از کودکان بهبود یافته که اکثر تلاش‌ها در این زمینه به ۲۵ سال آخر قرن بیستم میلادی بازمی‌گردد.
از ابتدای دههٔ ۱۹۸۰ میلادی تعاریف مربوط به سوءاستفادهٔ جنسی گسترش یافت تا شامل مواردی مانند تجاوز توسط همسر و آزار جنسی بشود. همچنین تمهیداتی اندیشیده شده که تعقیب قانونی این‌گونه جرم‌ها را در نظر قربانی کمتر تهدیدآمیز کند.
در حقوق اسلامی تمامی انواع رابطهٔ جنسی خارج از چارچوب ازدواج، هرچند با رضایت طرفین، قابل مجازات است. نوع مجازات‌ها با توجه به معیارهایی چون وضعیت تأهل، مذهب، نسبت خویشاوندی دو طرف و شکل رابطهٔ جنسی متفاوت است و برای برخی وضعیت‌ها مجازات‌های سنگسار و اعدام نیز در نظر گرفته شده است.
در قانون مجازات عمومی، اولین قانون کیفری ایران در سال ۱۳۰۴ زنا و لواط جرم تلقی شده و مجازات‌هایی برای آن در نظر گرفته شد، اما در اصلاحات سال ۱۳۱۲ عنوان زنا حذف شده و به جای آن از عناوین مجرمانه‌ای چون «هتک ناموس به عنف»، «رابطهٔ نامشروع» و «ازالهٔ بکارت» استفاده شد. آن‌طور که از این قانون برمی‌آمد رابطهٔ جنسی با جنس مخالف در صورتی که هر دو طرف مجرد بوده و زن به سن بلوغ رسیده و باکره نبوده و عمل نیز در ملاء عام صورت نگرفته و بدون تهدید و زور بوده باشد، جرم تلقی نمی‌شد و کیفری نداشت. اما پس از انقلاب ۱۳۵۷ اصطلاح زنا دوباره به قوانین برگشت و علاوه بر آن، اعمالی چون مساحقه (همجنس‌گرایی زنانه)، تفخیذ (لاپایی)، تقبیل (بوسیدن)، مضاجعه (هم‌خوابگی بدون آمیزش جنسی)، و اصطلاحاتی چون «اعمال منافی عفت علنی» و «تظاهر به فعل حرام» نیز جرم و قابل مجازات شناخته شدند.

## موضوعات متفرقه
موضوعات متفرقه زیادی در ارتباط با آمیزش جنسی وجود دارد که در این بخش مختصراً به چند مورد از آن پرداخته می‌شود.
- موسیقی و ترانه: برخی قائل به تشابهاتی میان ریتم موسیقی راک و ریتم حرکات در آمیزش جنسی هستند و راک اند رول را تشبیهی از آمیزش جنسی می‌دانند. به عقیده سیمون فریس این‌که برخی این شباهت را مشاهده می‌کنند دلیلی جامعه‌شناسانه داشته و به‌دلیل خود موسیقی‌نیست.[۶۵] بنابر یکی از مطالعات انجام‌شده در آمریکا، شنیدن ترانه‌های موهن می‌تواند فرد را ترغیب به انجام رفتار جنسی نماید. این تمایل رفتاری برای کودکان و نوجوانان می‌تواند بیشتر اتفاق افتد.[ف ۸]
- شبیه‌سازی: از جمله استدلالاتی که علیه پروژهٔ شبیه‌سازی انسان به‌جای «تولیدمثل از طریق آمیزش جنسی» ذکر شده مزیت‌های روحانی و اخلاقی‌ای است که در آمیزش جنسی و وحدت عشقی بین زن و مرد ایجاد می‌شود. همچنین برخی استدلال کرده‌اند که شبیه‌سازی انسان، رابطهٔ بین والدین و فرزندان را غیرطبیعی کرده یا از بین می‌برد. به‌عنوان مثال، اگر فرزند، از یکی از والدین، شبیه‌سازی شده باشد، از نظر زیست‌شناسی دوقلوی همسان او به‌حساب می‌آید و نه فرزندش.[۶۶]